# Primera División de España 2012-13
La temporada 2012-13 de la Liga BBVA fue la octogésima segunda edición de la Primera División de España de fútbol. Empezó el 18 de agosto de 2012 y terminó el 1 de junio de 2013. El torneo lo organiza la Liga de Fútbol Profesional (LFP). Tras un año sin equipos gallegos en la principal división del fútbol español, esta temporada regresan a la categoría dorada los dos principales equipos de la comunidad: el R. C. Deportivo de La Coruña (tras su descenso la temporada 2010-11) y el R. C. Celta de Vigo (que descendió en la temporada 2006-07). A ellos se sumó el Real Valladolid C. F. (descendió en la temporada 2009-10), tras ascender en los playoffs.
Esta fue la primera temporada en que ya no se transmiten los partidos por PPV (Pago por visión) debido a que decidieron transmitir los partidos sin que los clientes paguen por ver los partidos.
El F. C. Barcelona se coronó campeón a falta de cuatro jornadas por terminar el campeonato, el 11 de mayo, gracias al empate del Real Madrid C. F. ante el R. C. D. Espanyol, consiguiendo así su 22.º título de Liga. Al término de la primera vuelta, el elenco catalán sumó 55 puntos de los 57 posibles (dieciocho victorias y un empate), estableciendo un nuevo récord histórico en la competición, récord que quedó frenado en el inicio de la segunda vuelta, cuando sumó su primera derrota ante la Real Sociedad (3-2). Posteriormente, el propio F. C. Barcelona igualaría el récord absoluto en puntuación de la competición, al conseguir 100 puntos tras las 38 jornadas, y conseguiría la mayor ventaja en la historia de la Liga respecto al segundo clasificado (Real Madrid C. F., a 15 puntos). Asimismo, el club catalán consiguió marcar en todas las jornadas de la competición, hecho que no sucedía desde 1944. También, como hecho destacado, el Barcelona lideró el torneo en todas las jornadas. Finalmente, el equipo catalán ganó casi todos sus partidos como local (18 de 19), cediendo únicamente un empate frente al Real Madrid C. F. en la séptima jornada.
Lionel Messi (F. C. Barcelona) estableció un nuevo récord al anotar durante 19 jornadas consecutivas y convertirse en el único jugador capaz de anotar en todos los partidos durante una vuelta completa de la competición.
Fabrice Olinga (Málaga C. F.) debuta y marca en la categoría con 16 años y 98 días en la primera jornada de liga, siendo el más joven de la historia en anotar un gol en la Liga y desbancando a Iker Muniain.

### Ascensos y descensos
Un total de 20 equipos disputaron la liga, incluyendo 17 equipos de la Primera División de España 2011-12 y tres ascendidos desde la Segunda División de España 2011-12.
| Pos. | Descendidos a 2.ª División |
| ---- | -------------------------- |
| 18.º | Villarreal C. F.           |
| 19.º | Real Sporting de Gijón     |
| 20.º | Racing de Santander        |

| Pos.  | Ascendidos de 2.ª División   |
| ----- | ---------------------------- |
| 1.º   | R. C. Deportivo de La Coruña |
| 2.º   | R. C. Celta de Vigo          |
| Prom. | Real Valladolid C. F. (3º)   |

## Equipos participantes
| Equipo                                   | Ciudad                | Entrenador            | Estadio                     | Aforo  | Marca   | Patrocinador principal | Otros Patrocinadores       |
| ---------------------------------------- | --------------------- | --------------------- | --------------------------- | ------ | ------- | ---------------------- | -------------------------- |
| Athletic Club                            | Bilbao                | Marcelo Bielsa        | San Mamés                   | 40 000 | Umbro   | Petronor               |                            |
| Club Atlético de Madrid                  | Madrid                | Diego Simeone         | Vicente Calderón            | 54 851 | Nike    | Azerbaiyán             | Kyocera                    |
| Club Atlético Osasuna                    | Pamplona              | José Luis Mendilibar  | Reyno de Navarra            | 19 800 | Astore  | Lacturale              | Nevir                      |
| Fútbol Club Barcelona                    | Barcelona             | Tito Vilanova         | Camp Nou                    | 99 354 | Nike    | Qatar Foundation       | UNICEF                     |
| Getafe Club de Fútbol                    | Getafe                | Luis García Plaza     | Coliseum Alfonso Pérez      | 18 000 | Joma    | Confremar              | IG Markets                 |
| Granada Club de Fútbol                   | Granada               | Lucas Alcaraz         | Nuevo Los Cármenes          | 22 524 | Luanvi  | Caja Granada           | Covirán Granada Online     |
| Levante Unión Deportiva                  | Valencia              | Juan Ignacio Martínez | Ciudad de Valencia          | 25 394 | Kelme   | Comunidad Valenciana   | València Terra i Mar Ágora |
| Málaga Club de Fútbol                    | Málaga                | Manuel Pellegrini     | La Rosaleda                 | 30 044 | Nike    | Unesco                 | Porsche San Miguel         |
| Rayo Vallecano de Madrid                 | Madrid                | Paco Jémez            | Campo de fútbol de Vallecas | 14 780 | Erreà   | AE                     | Nevir                      |
| Real Betis Balompié                      | Sevilla               | Pepe Mel              | Benito Villamarín           | 52 500 | Macron  | Cirsa                  | Andalucía                  |
| Real Club Celta de Vigo                  | Vigo                  | Abel Resino           | Balaídos                    | 31 800 | Li Ning | Citroën                | Estrella Galicia           |
| Real Club Deportivo de La Coruña         | La Coruña             | Fernando Vázquez      | Riazor                      | 34 600 | Lotto   | Estrella Galicia       |                            |
| Real Club Deportivo Espanyol             | Cornellá de Llobregat | Javier Aguirre        | Cornellà-El Prat            | 39 700 | Puma    | Cancún                 |                            |
| Real Club Deportivo Mallorca             | Palma de Mallorca     | Gregorio Manzano      | Iberostar Estadio           | 23 142 | Macron  | Riviera Maya           | Meliá Hoteles              |
| Real Madrid Club de Fútbol               | Madrid                | José Mourinho         | Santiago Bernabéu           | 85 454 | Adidas  | Bwin                   |                            |
| Real Sociedad de Fútbol                  | San Sebastián         | Philippe Montanier    | Anoeta                      | 32 076 | Nike    | Canal+                 | Kutxa Canal+               |
| Real Valladolid Club de Fútbol           | Valladolid            | Miroslav Đukić        | José Zorrilla               | 26 512 | Kappa   | Madrid 2020            | El Norte de Castilla       |
| Real Zaragoza                            | Zaragoza              | Manolo Jiménez        | La Romareda                 | 34 596 | Mercury | Proniño                | Canal+                     |
| Sevilla Fútbol Club                      | Sevilla               | Unai Emery            | Ramón Sánchez Pizjuán       | 45 500 | Umbro   | Interwetten            | Pont Grup                  |
| Valencia Club de Fútbol                  | Valencia              | Ernesto Valverde      | Mestalla                    | 55 000 | Joma    | Jinko Solar            | MSC Cruceros               |
| Datos actualizados a 15 de enero de 2013 |                       |                       |                             |        |         |                        |                            |

### Equipos por Comunidad Autónoma
| Com. Autónoma   | N.º | Equipos                                                        |
| --------------- | --- | -------------------------------------------------------------- |
| Andalucía       | 4   | Granada CF, Málaga CF, Real Betis y Sevilla FC                 |
| Com. de Madrid  | 4   | Real Madrid CF, Atlético de Madrid, Getafe CF y Rayo Vallecano |
| Cataluña        | 2   | F. C. Barcelona y RCD Espanyol                                 |
| País Vasco      | 2   | Athletic Club y Real Sociedad                                  |
| C. Valenciana   | 2   | Valencia CF y Levante UD                                       |
| Galicia         | 2   | RC Deportivo de La Coruña y RC Celta de Vigo                   |
| Aragón          | 1   | Real Zaragoza                                                  |
| Castilla y León | 1   | Real Valladolid                                                |
| Islas Baleares  | 1   | RCD Mallorca                                                   |
| Navarra         | 1   | CA Osasuna                                                     |

### Cambios de entrenadores
| Equipo       | Entrenador (jornadas)                                                      |
| ------------ | -------------------------------------------------------------------------- |
| RCD Espanyol | Mauricio Pochettino (1-13) Javier Aguirre (14-38)                          |
| Valencia CF  | Mauricio Pellegrino (1-14) Ernesto Valverde (15-38)                        |
| Deportivo    | José Luis Oltra (1-17) Domingos Paciência (18-23) Fernando Vázquez (24-38) |
| Sevilla FC   | Míchel González (1-19) Unai Emery (20-38)                                  |
| Granada CF   | Juan Antonio Anquela (1-21) Lucas Alcaraz (22-38)                          |
| RCD Mallorca | Joaquín Caparrós (1-22) Gregorio Manzano (23-38)                           |
| RC Celta     | Paco Herrera (1-24) Abel Resino (25-38)                                    |

## Sistema de competición
La Primera División de España 2012/13 es una competición organizada por la Liga Nacional de Fútbol Profesional (LFP).
Como en temporadas precedentes, consta de un grupo único integrado por veinte clubes de toda la geografía española. Siguiendo un sistema de liga, los veinte equipos se enfrentan todos contra todos en dos ocasiones —una en campo propio y otra en campo contrario— sumando un total de 38 jornadas. El orden de los encuentros se decide por sorteo antes de empezar la competición, excepto los partidos entre el Real Madrid y el F. C. Barcelona, que se intentan alejar de fechas cruciales como podrían ser fases avanzadas de Champions League o periodos vacacionales que harían bajar la audiencia.
La clasificación se establece con arreglo a los puntos obtenidos en cada enfrentamiento, a razón de tres por partido ganado, uno por empatado y ninguno en caso de derrota. Si al finalizar el campeonato dos equipos igualasen a puntos, los mecanismos para desempatar la clasificación serían los siguientes:
1. La mayor diferencia entre goles a favor y en contra en los enfrentamientos entre ambos.
2. Si persiste el empate, se tendría en cuenta la diferencia de goles a favor y en contra en todos los encuentros del campeonato.
3. Si aún persiste el empate, se tendría en cuenta el mayor número de goles a favor en todos los encuentros del campeonato.
4. El club mejor clasificado con arreglo a los baremos de fair play.
5. Sorteo.

Si el empate a puntos es entre tres o más clubes, los sucesivos mecanismos de desempate previstos por el reglamento son los siguientes:
1. La mejor puntuación de la que a cada uno corresponda a tenor de los resultados de los partidos jugados entre sí por los clubes implicados.
2. La mayor diferencia de goles a favor y en contra, considerando únicamente los partidos jugados entre sí por los clubes implicados.
3. La mayor diferencia de goles a favor y en contra teniendo en cuenta todos los encuentros del campeonato.
4. El mayor número de goles a favor teniendo en cuenta todos los encuentros del campeonato.
5. El club mejor clasificado con arreglo a los baremos de fair play.
6. Sorteo.

### Efectos de la clasificación
El equipo que más puntos sume al final del campeonato será proclamado campeón de Liga y obtendrá el derecho automático a participar en la fase de grupos de la siguiente edición de la Liga de Campeones de la UEFA, junto con el subcampeón y el tercer clasificado; el cuarto, disputará la ronda previa para acceder a la fase de grupos de dicha competición. El quinto clasificado obtendrá el derecho a participar en la ronda de play-off de la próxima UEFA Europa League y, el sexto, en la tercera eliminatoria de la misma.
Si en la Copa del Rey el campeón y el subcampeón están clasificados para la Liga de Campeones, el séptimo clasificado obtendrá el derecho a jugar la tercera ronda previa de la siguiente edición de la Europa League.
Los tres últimos equipos descenderán directamente a la Segunda División. Para reemplazarlos, ascenderán de dicha categoría los dos primeros clasificados, junto con el ganador de una promoción que disputarán los clasificados entre el tercer y sexto puesto.

### Justicia deportiva
Las cuestiones de justicia deportiva son competencia de la Real Federación Española de Fútbol a través de sus Comités de Disciplina Deportiva: Comité de Competición, Jueces de Competición y Comité de Apelación. El Comité de Competición dictamina semanalmente las sanciones a los futbolistas. Los jugadores son sancionados con un partido de suspensión en caso de acumular cinco amonestaciones a lo largo del campeonato. Igualmente, son suspendidos aquellos futbolistas expulsados durante un encuentro.
Los árbitros de cada partido son designados por una comisión creada para tal objetivo e integrada por representantes de LaLiga y la RFEF. En la temporada 2012/13, los colegiados de la categoría son los siguientes:
| - David Fernández Borbalán - José Luis Paradas Romero - Pedro Jesús Pérez Montero - Carlos Clos Gómez - César Muñiz Fernández - Alejandro Hernández Hernández - Fernando Teixeira Vitienes - José Antonio Teixeira Vitienes - José Luis González González - Alfonso Javier Álvarez Izquierdo | - Xavier Estrada Fernández - Carlos del Cerro Grande - Carlos Velasco Carballo - Miguel Ángel Ayza Gámez - Antonio Miguel Mateu Lahoz - Jesús Gil Manzano - Ignacio Iglesias Villanueva - Alberto Undiano Mallenco - Carlos Delgado Ferreiro - Miguel Ángel Pérez Lasa |

## Clasificación
| Pos. | Equipo                     | Pts. | PJ | G  | E  | P  | GF  | GC | Dif. | Clasificación |
| ---- | -------------------------- | ---- | -- | -- | -- | -- | --- | -- | ---- | ------------- |
| 1    | F. C. Barcelona. (C)       | 100  | 38 | 32 | 4  | 2  | 115 | 40 | +75  |               |
| 2    | Real Madrid C. F           | 85   | 38 | 26 | 7  | 5  | 103 | 42 | +61  |               |
| 3    | Atlético de Madrid         | 76   | 38 | 23 | 7  | 8  | 65  | 31 | +34  |               |
| 4    | Real Sociedad              | 66   | 38 | 18 | 12 | 8  | 70  | 49 | +21  |               |
| 5    | Valencia C. F.             | 65   | 38 | 19 | 8  | 11 | 67  | 54 | +13  |               |
| 6    | Málaga C. F.               | 57   | 38 | 16 | 9  | 13 | 53  | 50 | +3   |               |
| 7    | Real Betis Balompié        | 56   | 38 | 16 | 8  | 14 | 57  | 56 | +1   |               |
| 8    | Rayo Vallecano             | 53   | 38 | 16 | 5  | 17 | 50  | 66 | −16  |               |
| 9    | Sevilla F. C.              | 50   | 38 | 14 | 8  | 16 | 58  | 54 | +4   |               |
| 10   | Getafe C. F.               | 47   | 38 | 13 | 8  | 17 | 43  | 57 | −14  |               |
| 11   | Levante U. D.              | 46   | 38 | 12 | 10 | 16 | 40  | 57 | −17  |               |
| 12   | Athletic Club              | 45   | 38 | 12 | 9  | 17 | 44  | 65 | −21  |               |
| 13   | R. C. D. Espanyol          | 44   | 38 | 11 | 11 | 16 | 43  | 52 | −9   |               |
| 14   | Real Valladolid C. F.      | 43   | 38 | 11 | 10 | 17 | 49  | 58 | −9   |               |
| 15   | Granada C. F.              | 42   | 38 | 11 | 9  | 18 | 37  | 54 | −17  |               |
| 16   | C. A. Osasuna              | 39   | 38 | 10 | 9  | 19 | 33  | 50 | −17  |               |
| 17   | Celta de Vigo              | 37   | 38 | 10 | 7  | 21 | 37  | 52 | −15  |               |
| 18   | R. C. D. Mallorca (D)      | 36   | 38 | 9  | 9  | 20 | 43  | 72 | −29  |               |
| 19   | Deportivo de La Coruña (D) | 35   | 38 | 8  | 11 | 19 | 47  | 70 | −23  |               |
| 20   | Real Zaragoza (D)          | 34   | 38 | 9  | 7  | 22 | 37  | 62 | −25  |               |

 Fuente: BDFutbol
Notas:
1. ↑  En diciembre de 2012, el Málaga fue sancionado por el Comité de Control Financiero de Clubes, dependiente de la UEFA, con una multa de trescientos mil euros y excluido de la próxima competición continental para la que se clasifique dentro de los siguientes cuatro años. El 12 de junio de 2013, la UEFA solucionó mediante un comunicado, que solamente será una la temporada en la que el Málaga no podrá competir en Europa.[56] Finalmente su plaza recayó sobre el 7.º clasificado, el Betis.
2. ↑  El Rayo Vallecano debería de haber obtenido la plaza europea reservada al 7.º clasificado, sin embargo no poseía la licencia UEFA necesaria que otorgaba la RFEF, por lo que dicha plaza le fue concedida al Sevilla.
3. ↑  Al Mallorca meses después (en septiembre de 2013) se le dio por perdido el último partido contra el Valladolid (que había ganado 4-2) por alineación indebida de Giovani dos Santos.

|  | Clasificado para la fase de grupos de la Liga de Campeones de la UEFA 2013-14.                 |
|  | Clasificado para la cuarta ronda previa (play-off) de la Liga de Campeones de la UEFA 2013-14. |
|  | Clasificado para la fase de grupos de la Liga Europa de la UEFA 2013-14.                       |
|  | Clasificado para la cuarta ronda a (play-off) de la Liga Europa de la UEFA 2013-14.            |
|  | Clasificado para la tercera ronda de la Liga Europa de la UEFA 2013-14.                        |
|  | Descendido a la Segunda División de España 2013-14                                             |

|                         |
|                         |
| Campeón F. C. Barcelona |
| 22.º título             |

## Evolución de la clasificación
| Equipo / Jornada | 1  | 2  | 3  | 4  | 5  | 6  | 7  | 8  | 9  | 10 | 11 | 12 | 13 | 14 | 15 | 16 | 17 | 18 | 19 | 20 | 21 | 22 | 23 | 24 | 25 | 26 | 27 | 28 | 29 | 30 | 31 | 32 | 33 | 34 | 35 | 36 | 37 | 38 |
| Equipo / Jornada |    |    |    |    |    |    |    |    |    |    |    |    |    |    |    |    |    |    |    |    |    |    |    |    |    |    |    |    |    |    |    |    |    |    |    |    |    |    |
| ---------------- | -- | -- | -- | -- | -- | -- | -- | -- | -- | -- | -- | -- | -- | -- | -- | -- | -- | -- | -- | -- | -- | -- | -- | -- | -- | -- | -- | -- | -- | -- | -- | -- | -- | -- | -- | -- | -- | -- |
| Barcelona        | 1  | 1  | 1  | 1  | 1  | 1  | 1  | 1  | 1  | 1  | 1  | 1  | 1  | 1  | 1  | 1  | 1  | 1  | 1  | 1  | 1  | 1  | 1  | 1  | 1  | 1  | 1  | 1  | 1  | 1  | 1  | 1  | 1  | 1  | 1  | 1  | 1  | 1  |
| R. Madrid        | 11 | 14 | 9  | 12 | 7  | 6  | 5  | 4  | 4  | 3  | 3  | 3  | 3  | 3  | 3  | 3  | 3  | 3  | 3  | 3  | 3  | 3  | 3  | 3  | 3  | 3  | 2  | 2  | 2  | 2  | 2  | 2  | 2  | 2  | 2  | 2  | 2  | 2  |
| Atlético         | 9  | 4  | 8  | 5  | 2  | 2  | 2  | 2  | 2  | 2  | 2  | 2  | 2  | 2  | 2  | 2  | 2  | 2  | 2  | 2  | 2  | 2  | 2  | 2  | 2  | 2  | 3  | 3  | 3  | 3  | 3  | 3  | 3  | 3  | 3  | 3  | 3  | 3  |
| R.Sociedad       | 20 | 12 | 16 | 10 | 14 | 8  | 13 | 15 | 14 | 17 | 13 | 9  | 12 | 9  | 9  | 9  | 7  | 9  | 9  | 9  | 9  | 8  | 7  | 6  | 6  | 6  | 5  | 4  | 4  | 4  | 4  | 4  | 4  | 4  | 4  | 4  | 5  | 4  |
| Valencia         | 12 | 13 | 17 | 11 | 15 | 10 | 14 | 9  | 11 | 9  | 9  | 8  | 11 | 12 | 10 | 11 | 9  | 8  | 7  | 7  | 7  | 6  | 5  | 5  | 5  | 5  | 7  | 5  | 6  | 5  | 6  | 5  | 6  | 5  | 5  | 5  | 4  | 5  |
| Málaga           | 6  | 8  | 3  | 2  | 4  | 3  | 3  | 3  | 3  | 5  | 5  | 5  | 4  | 5  | 4  | 4  | 4  | 4  | 5  | 5  | 4  | 4  | 4  | 4  | 4  | 4  | 4  | 6  | 5  | 6  | 5  | 6  | 5  | 6  | 6  | 6  | 6  | 6  |
| Betis            | 2  | 9  | 12 | 7  | 6  | 9  | 4  | 6  | 5  | 4  | 4  | 6  | 5  | 4  | 5  | 5  | 5  | 5  | 4  | 4  | 5  | 5  | 8  | 8  | 7  | 7  | 6  | 7  | 7  | 7  | 7  | 7  | 7  | 7  | 7  | 7  | 7  | 7  |
| Rayo V.          | 7  | 3  | 4  | 6  | 8  | 13 | 10 | 12 | 15 | 11 | 7  | 11 | 8  | 10 | 13 | 10 | 8  | 7  | 6  | 6  | 6  | 7  | 6  | 7  | 8  | 9  | 8  | 9  | 9  | 9  | 9  | 8  | 8  | 10 | 10 | 8  | 8  | 8  |
| Sevilla          | 5  | 7  | 7  | 4  | 5  | 4  | 7  | 5  | 7  | 7  | 10 | 7  | 10 | 11 | 11 | 13 | 14 | 12 | 12 | 12 | 11 | 11 | 11 | 10 | 12 | 10 | 12 | 10 | 11 | 10 | 10 | 11 | 10 | 9  | 8  | 9  | 9  | 9  |
| Getafe           | 14 | 10 | 10 | 13 | 17 | 11 | 9  | 11 | 8  | 10 | 14 | 10 | 7  | 6  | 7  | 7  | 10 | 10 | 11 | 11 | 12 | 12 | 12 | 11 | 9  | 8  | 9  | 8  | 8  | 8  | 8  | 9  | 9  | 8  | 9  | 10 | 10 | 10 |
| Levante          | 10 | 16 | 11 | 14 | 9  | 12 | 11 | 7  | 6  | 6  | 6  | 4  | 6  | 8  | 6  | 6  | 6  | 6  | 8  | 8  | 8  | 9  | 9  | 9  | 10 | 11 | 10 | 11 | 10 | 11 | 12 | 12 | 13 | 12 | 13 | 14 | 11 | 11 |
| Athletic         | 18 | 20 | 15 | 15 | 16 | 18 | 16 | 17 | 16 | 14 | 12 | 14 | 14 | 15 | 14 | 12 | 13 | 14 | 14 | 14 | 13 | 13 | 15 | 15 | 16 | 14 | 14 | 14 | 14 | 14 | 14 | 14 | 14 | 14 | 14 | 12 | 13 | 12 |
| Espanyol         | 13 | 17 | 19 | 19 | 19 | 20 | 20 | 19 | 19 | 18 | 19 | 20 | 20 | 20 | 19 | 19 | 18 | 18 | 16 | 15 | 15 | 14 | 13 | 12 | 13 | 13 | 13 | 13 | 12 | 12 | 11 | 10 | 11 | 11 | 11 | 11 | 12 | 13 |
| Valladolid       | 8  | 2  | 5  | 9  | 13 | 7  | 8  | 10 | 10 | 8  | 8  | 12 | 9  | 7  | 8  | 8  | 11 | 11 | 10 | 10 | 10 | 10 | 10 | 13 | 11 | 12 | 11 | 12 | 13 | 13 | 13 | 13 | 12 | 13 | 12 | 13 | 14 | 14 |
| Granada          | 17 | 15 | 18 | 18 | 18 | 17 | 15 | 16 | 17 | 19 | 16 | 17 | 18 | 18 | 18 | 17 | 15 | 17 | 17 | 16 | 17 | 16 | 14 | 14 | 15 | 16 | 16 | 16 | 16 | 16 | 17 | 17 | 16 | 15 | 16 | 15 | 15 | 15 |
| Osasuna          | 19 | 19 | 20 | 20 | 20 | 19 | 19 | 20 | 20 | 20 | 20 | 19 | 19 | 16 | 16 | 16 | 19 | 20 | 20 | 18 | 18 | 17 | 17 | 16 | 14 | 15 | 15 | 15 | 15 | 15 | 15 | 15 | 15 | 16 | 15 | 16 | 16 | 16 |
| Celta            | 15 | 18 | 13 | 16 | 11 | 14 | 12 | 13 | 13 | 15 | 17 | 16 | 15 | 14 | 15 | 15 | 17 | 15 | 15 | 17 | 16 | 18 | 18 | 18 | 18 | 18 | 19 | 19 | 18 | 19 | 20 | 19 | 18 | 19 | 19 | 20 | 18 | 17 |
| Mallorca         | 4  | 6  | 2  | 3  | 3  | 5  | 6  | 8  | 12 | 13 | 15 | 15 | 16 | 17 | 17 | 18 | 16 | 16 | 18 | 19 | 19 | 19 | 19 | 19 | 19 | 19 | 18 | 18 | 19 | 20 | 19 | 18 | 20 | 20 | 20 | 19 | 20 | 18 |
| Deportivo        | 3  | 5  | 6  | 8  | 10 | 16 | 18 | 18 | 18 | 16 | 18 | 18 | 17 | 19 | 20 | 20 | 20 | 19 | 19 | 20 | 20 | 20 | 20 | 20 | 20 | 20 | 20 | 20 | 20 | 18 | 16 | 16 | 17 | 18 | 18 | 17 | 17 | 19 |
| Zaragoza         | 16 | 11 | 14 | 17 | 12 | 15 | 17 | 14 | 9  | 12 | 11 | 13 | 13 | 13 | 12 | 14 | 12 | 13 | 13 | 13 | 14 | 15 | 16 | 17 | 17 | 17 | 17 | 17 | 17 | 17 | 18 | 20 | 19 | 17 | 17 | 18 | 19 | 20 |

## Resultados
Los horarios corresponden a la CET (Hora Central Europea) UTC+1 en horario estándar y UTC+2 en horario de verano.

### Primera vuelta
| RC Celta de Vigo       | 0 - 1 | Málaga C.F.        | Balaídos                    | 18 de agosto | 19:00 | Canal+ Liga y Gol T |
| Sevilla F. C.          | 2 - 1 | Getafe C. F.       | Ramón Sánchez Pizjuán       | 18 de agosto | 21:00 | Canal+ Liga y Gol T |
| R.C.D. Mallorca        | 2 - 1 | RCD Espanyol       | Ono Estadi                  | 18 de agosto | 23:00 | Canal+ Liga y Gol T |
| Athletic Club          | 3 - 5 | Real Betis         | San Mamés                   | 19 de agosto | 19:00 | Canal+ Liga 2       |
| Real Madrid C. F.      | 1 - 1 | Valencia C. F.     | Santiago Bernabéu           | 19 de agosto | 19:00 | Canal+ Liga y Gol T |
| F. C. Barcelona        | 5 - 1 | Real Sociedad      | Camp Nou                    | 19 de agosto | 21:00 | Canal+ 1            |
| Levante U. D.          | 1 - 1 | Atlético de Madrid | Ciudad de Valencia          | 19 de agosto | 23:00 | Canal+ Liga y Gol T |
| Deportivo de La Coruña | 2 - 0 | C. A. Osasuna      | Riazor                      | 20 de agosto | 19:00 | Canal+ Liga y Gol T |
| Rayo Vallecano         | 1 - 0 | Granada C. F.      | Campo de fútbol de Vallecas | 20 de agosto | 21:00 | Canal+ Liga y Gol T |
| Real Zaragoza          | 0 - 1 | Real Valladolid    | La Romareda                 | 20 de agosto | 23:00 | La Sexta            |

| Real Sociedad      | 2 - 1 | Celta de Vigo          | Anoeta                   | 25 de agosto | 19:00 | Canal+ Liga y Gol T |
| Real Betis         | 1 - 2 | Rayo Vallecano         | Benito Villamarín        | 25 de agosto | 21:00 | La Sexta            |
| RCD Espanyol       | 1 - 2 | Real Zaragoza          | Estadio Cornellà-El Prat | 25 de agosto | 21:00 | Canal+ Liga y Gol T |
| Málaga C.F.        | 1 - 1 | R.C.D Mallorca         | La Rosaleda              | 25 de agosto | 23:00 | Canal+ Liga y Gol T |
| C. A. Osasuna      | 1 - 2 | F. C. Barcelona        | Reyno de Navarra         | 26 de agosto | 19:00 | Canal+ Liga y Gol T |
| Getafe C.F.        | 2 - 1 | Real Madrid C. F.      | Coliseum Alfonso Pérez   | 26 de agosto | 21:00 | Canal+ 1            |
| Granada C.F.       | 1 - 1 | Sevilla F. C.          | Nuevo los Cármenes       | 26 de agosto | 21:00 | Canal+ Liga y Gol T |
| Valencia F.C.      | 3 - 3 | Deportivo de La Coruña | Mestalla                 | 26 de agosto | 23:00 | Canal+ Liga y Gol T |
| Real Valladolid    | 2 - 0 | Levante U. D.          | José Zorrilla            | 27 de agosto | 20:00 | Canal+ Liga y Gol T |
| Atlético de Madrid | 4 - 0 | Athletic Club          | Vicente Calderón         | 27 de agosto | 22:00 | Canal+ Liga y Gol T |

| Celta de Vigo          | 2 - 0 | C. A. Osasuna      | Balaídos                    | 1 de septiembre  | 16:00 | Canal+ Liga y Gol T |
| Real Zaragoza          | 0 - 1 | Málaga C.F.        | La Romareda                 | 1 de septiembre  | 18:00 | Canal+ Liga y Gol T |
| Deportivo de La Coruña | 1 - 1 | Getafe C.F.        | Riazor                      | 1 de septiembre  | 20:00 | Canal+ Liga y Gol T |
| RCD Mallorca           | 1 - 0 | Real Sociedad      | Iberostar Estadio           | 1 de septiembre  | 22:00 | La Sexta            |
| Rayo Vallecano         | 0 - 0 | Sevilla F. C.      | Campo de fútbol de Vallecas | 2 de septiembre  | 12:00 | Canal+ Liga y Gol T |
| Athletic Club          | 2 - 0 | Real Valladolid    | San Mamés                   | 2 de septiembre  | 16:00 | Canal+ Liga y Gol T |
| Levante UD             | 3 - 2 | RCD Espanyol       | Ciudad de Valencia          | 2 de septiembre  | 18:00 | Canal+ Liga y Gol T |
| Real Madrid C. F.      | 3 - 0 | Granada C.F.       | Santiago Berabéu            | 2 de septiembre  | 19:50 | Canal+ Liga y Gol T |
| F. C. Barcelona        | 1 - 0 | Valencia C. F.     | Camp Nou                    | 2 de septiembre  | 21:30 | Canal+ 1            |
| Real Betis             | 2 - 4 | Atlético de Madrid | Benito Villamarín           | 26 de septiembre | 21:00 | Canal+ Liga y Gol T |

| Málaga C.F.        | 3 - 1 | Levante U. D.          | La Rosaleda              | 15 de septiembre | 16:00 | Canal+ Liga y Gol T |
| Valencia C.F.      | 2 - 1 | Celta de Vigo          | Mestalla                 | 15 de septiembre | 18:00 | Canal+ Liga y Gol T |
| Getafe C.F.        | 1 - 4 | F. C. Barcelona        | Coliseum Alfonso Pérez   | 15 de septiembre | 20:00 | Canal+ Liga y Gol T |
| Sevilla F. C.      | 1 - 0 | Real Madrid C. F.      | Ramón Sánchez Pizjuán    | 15 de septiembre | 22:00 | Canal+ 1            |
| RCD Espanyol       | 3 - 3 | Athletic Club          | Estadio Cornellà-El Prat | 16 de septiembre | 12:00 | Canal+ Liga y Gol T |
| Granada C.F.       | 1 - 1 | Deportivo de La Coruña | Nuevo Los Cármenes       | 16 de septiembre | 16:00 | Canal+ Liga y Gol T |
| C.A. Osasuna       | 1 - 1 | RCD Mallorca           | Reyno de Navarra         | 16 de septiembre | 18:00 | Canal+ Liga y Gol T |
| Real Sociedad      | 2 - 0 | Real Zaragoza          | Anoeta                   | 16 de septiembre | 19:50 | Canal+ Liga y Gol T |
| Atlético de Madrid | 4 - 3 | Rayo Vallecano         | Vicente Calderón         | 16 de septiembre | 21:30 | Canal+ Liga y Gol T |
| Real Valladolid    | 0 - 1 | Real Betis             | José Zorrilla            | 17 de septiembre | 21:30 | La Sexta            |

| Real Zaragoza          | 3 - 1 | C. A. Osasuna     | La Romareda                 | 22 de septiembre | 16:00 | Canal+ Liga y Gol T |
| Celta de Vigo          | 2 - 1 | Getafe C.F.       | Balaídos                    | 22 de septiembre | 18:00 | Canal+ Liga y Gol T |
| Real Betis             | 1 - 0 | RCD Espanyol      | Benito Villamarín           | 22 de septiembre | 20:00 | Canal+ Liga y Gol T |
| F. C. Barcelona        | 2 - 0 | Granada C.F.      | Camp Nou                    | 22 de septiembre | 22:00 | Canal+ Liga y Gol T |
| RCD Mallorca           | 2 - 0 | Valencia C. F.    | Iberostar Estadio           | 23 de septiembre | 12:00 | Canal+ Liga y Gol T |
| Levante UD             | 2 - 1 | Real Sociedad     | Ciudad de Valencia          | 23 de septiembre | 16:00 | Canal+ Liga y Gol T |
| Atlético de Madrid     | 2 - 1 | Real Valladolid   | Vicente Calderón            | 23 de septiembre | 18:00 | Canal+ Liga y Gol T |
| Athletic Club          | 0 - 0 | Málaga C.F.       | San Mamés                   | 23 de septiembre | 19:50 | Canal+ Liga y Gol T |
| Rayo Vallecano         | 0 - 2 | Real Madrid C. F. | Campo de fútbol de Vallecas | 24 de septiembre | 19:45 | Canal+ 1            |
| Deportivo de La Coruña | 0 - 2 | Sevilla F.C.      | Riazor                      | 24 de septiembre | 21:30 | La Sexta            |

| Valencia C.F.     | 2 - 0 | Real Zaragoza          | Mestalla                   | 29 de septiembre | 16:00 | Canal+ Liga y Gol T |
| Málaga C.F.       | 4 - 0 | Real Betis             | La Rosaleda                | 29 de septiembre | 18:00 | Canal+ Liga y Gol T |
| Real Sociedad     | 2 - 0 | Athletic Club          | Anoeta                     | 29 de septiembre | 20:00 | Canal+ Liga y Gol T |
| Sevilla C.F.      | 2 - 3 | F. C. Barcelona        | Ramón Sánchez Pizjuán      | 29 de septiembre | 22:00 | Canal+ 1            |
| Granada C.F.      | 2 - 1 | Celta de Vigo          | Estadio Nuevo Los Cármenes | 30 de septiembre | 12:00 | Canal+ Liga y Gol T |
| Real Valladolid   | 6 - 1 | Rayo Vallecano         | José Zorrilla              | 30 de septiembre | 16:00 | Canal+ Liga y Gol T |
| C. A. Osasuna     | 4 - 0 | Levante U.D            | Reyno de Navarra           | 30 de septiembre | 18:00 | Canal+ Liga y Gol T |
| Real Madrid C. F. | 5 - 1 | Deportivo de la Coruña | Santiago Bernabéu          | 30 de septiembre | 19:50 | Canal+ Liga y Gol T |
| RCD Espanyol      | 0 - 1 | Atlético de Madrid     | Estadio Cornellà-El Prat   | 30 de septiembre | 21:30 | Canal+ Liga y Gol T |
| Getafe C.F.       | 1 - 0 | RCD Mallorca           | Coliseum Alfonso Pérez     | 1 de octubre     | 21:30 | Marca TV            |

| Celta de Vigo      | 2 - 0 | Sevilla C.F.           | Balaídos                    | 5 de octubre | 21:30 | Marca TV            |
| Rayo Vallecano     | 2 - 1 | Deportivo de La Coruña | Campo de fútbol de Vallecas | 6 de octubre | 16:00 | Canal+ Liga y Gol T |
| Real Zaragoza      | 0 - 1 | Getafe C.F.            | La Romareda                 | 6 de octubre | 18:00 | Canal+ Liga y Gol T |
| Real Valladolid    | 1 - 1 | RCD Espanyol           | José Zorilla                | 6 de octubre | 20:00 | Canal+ Liga y Gol T |
| Real Betis         | 2 - 0 | Real Sociedad          | Benito Villamarín           | 6 de octubre | 22:00 | Canal+ Liga y Gol T |
| Levante UD         | 1 - 0 | Valencia C. F.         | Ciudad de Valencia          | 7 de octubre | 12:00 | Canal+ Liga y Gol T |
| RCD Mallorca       | 1 - 2 | Granada C.F.           | Iberostar Estadio           | 7 de octubre | 16:00 | Canal+ Liga y Gol T |
| Athletic Club      | 1 - 0 | C. A. Osasuna          | San Mamés                   | 7 de octubre | 18:00 | Canal+ Liga y Gol T |
| F. C. Barcelona    | 2 - 2 | Real Madrid C. F.      | Camp Nou                    | 7 de octubre | 19:50 | Canal+ Liga y Gol T |
| Atlético de Madrid | 2 - 1 | Málaga C.F.            | Vicente Calderón            | 7 de octubre | 21:30 | Canal+ 1            |

| Málaga C.F.            | 2 - 1 | Real Valladolid    | La Rosaleda              | 20 de octubre | 16:00 | Canal+ Liga y Gol T |
| Real Madrid C. F.      | 2 - 0 | Celta de Vigo      | Santiago Bernabéu        | 20 de octubre | 18:00 | Canal+ Liga y Gol T |
| Valencia C.F.          | 3 - 2 | Athletic Club      | Mestalla                 | 20 de octubre | 20:00 | Canal+ Liga y Gol T |
| Deportivo de La Coruña | 4 - 5 | F. C. Barcelona    | Riazor                   | 20 de octubre | 22:00 | Canal+ 1            |
| Getafe C.F.            | 0 - 1 | Levante UD         | Coliseum Alfonso Pérez   | 21 de octubre | 12:00 | Canal+ Liga y Gol T |
| RCD Espanyol           | 3 - 2 | Rayo Vallecano     | Estadio Cornellà-El Prat | 21 de octubre | 16:00 | Canal+ Liga y Gol T |
| Granada C.F.           | 1 - 2 | Real Zaragoza      | Nuevo Los Cármenes       | 21 de octubre | 18:00 | Canal+ Liga y Gol T |
| C. A. Osasuna          | 0 - 0 | Real Betis         | Reyno de Navarra         | 21 de octubre | 19:50 | Canal+ Liga y Gol T |
| Real Sociedad          | 0 - 1 | Atlético de Madrid | Anoeta                   | 21 de octubre | 21:30 | Canal+ Liga y Gol T |
| Sevilla C.F.           | 3 - 2 | RCD Mallorca       | Ramón Sánchez Pizjuán    | 22 de octubre | 21:30 | Marca TV            |

| RCD Espanyol       | 0 - 0 | Málaga C.F.            | Estadio Cornellà-El Prat    | 27 de octubre | 16:00 | Canal+ Liga y Gol T |
| Real Betis         | 1 - 0 | Valencia C. F.         | Benito Villamarín           | 27 de octubre | 18:00 | Canal+ Liga y Gol T |
| Celta de Vigo      | 1 - 1 | Deportivo de La Coruña | Balaídos                    | 27 de octubre | 20:00 | Marca TV            |
| Rayo Vallecano     | 0 - 5 | F. C. Barcelona        | Campo de fútbol de Vallecas | 27 de octubre | 22:00 | Canal+ Liga y Gol T |
| Real Zaragoza      | 2 - 1 | Sevilla C.F.           | La Romareda                 | 28 de octubre | 12:00 | Canal+ Liga y Gol T |
| Levante U.D.       | 3 - 1 | Granada C.F.           | Ciudad de Valencia          | 28 de octubre | 16:00 | Canal+ Liga y Gol T |
| Athletic Club      | 1 - 2 | Getafe C.F.            | San Mamés                   | 28 de octubre | 17:50 | Canal+ Liga y Gol T |
| Atlético de Madrid | 3 - 1 | C. A. Osasuna          | Vicente Calderón            | 28 de octubre | 19:45 | Canal+ Liga y Gol T |
| RCD Mallorca       | 0 - 5 | Real Madrid C. F.      | Ono Estadi                  | 28 de octubre | 21:30 | Canal+ 1            |
| Real Valladolid    | 2 - 2 | Real Sociedad          | José Zorilla                | 28 de octubre | 21:30 | Canal+ Liga y Gol T |

| Málaga C.F.            | 1 - 2 | Rayo Vallecano     | La Rosaleda            | 3 de noviembre | 16:00 | Canal+ Liga y Gol T |
| F. C. Barcelona        | 3 - 1 | Celta de Vigo      | Camp Nou               | 3 de noviembre | 18:00 | Canal+ Liga y Gol T |
| Real Madrid C. F.      | 4 - 0 | Real Zaragoza      | Santiago Bernabéu      | 3 de noviembre | 20:00 | Canal+ Liga y Gol T |
| Valencia C.F.          | 2 - 0 | Atlético de Madrid | Mestalla               | 3 de noviembre | 22:00 | Canal+ 1            |
| Real Sociedad          | 0 - 1 | RCD Espanyol       | Anoeta                 | 4 de noviembre | 12:00 | Canal+ Liga y Gol T |
| Deportivo de La Coruña | 1 - 0 | R. C. D. Mallorca  | Riazor                 | 4 de noviembre | 16:00 | Canal+ Liga y Gol T |
| C. A. Osasuna          | 0 - 1 | Real Valladolid    | Reyno de Navarra       | 4 de noviembre | 17:50 | Canal+ Liga y Gol T |
| Granada C.F.           | 1 - 2 | Athletic Club      | Nuevo los Cármenes     | 4 de noviembre | 19:45 | Canal+ Liga y Gol T |
| Sevilla C.F.           | 0 - 0 | Levante U. D.      | Ramón Sánchez Pizjuán  | 4 de noviembre | 21:30 | Canal+ Liga y Gol T |
| Getafe C.F.            | 2 - 4 | Real Betis         | Coliseum Alfonso Pérez | 5 de noviembre | 21:30 | Marca TV            |

| Real Betis         | 1 - 2 | Granada C.F.           | Benito Villamarín           | 9 de noviembre  | 21:30 | Marca TV            |
| Rayo Vallecano     | 3 - 2 | Celta de Vigo          | Campo de fútbol de Vallecas | 10 de noviembre | 16:00 | Canal+ Liga y Gol T |
| RCD Espanyol       | 0 - 3 | C.A. Osasuna           | Estadio Cornellà-El Prat    | 10 de noviembre | 18:00 | Canal+ Liga y Gol T |
| Real Zaragoza      | 5 - 3 | Deportivo de La Coruña | La Romareda                 | 10 de noviembre | 20:00 | Canal+ Liga y Gol T |
| Málaga C.F.        | 1 - 2 | Real Sociedad          | La Rosaleda                 | 10 de noviembre | 22:00 | Canal+ Liga y Gol T |
| Real Valladolid    | 1 - 1 | Valencia C. F.         | José Zorrilla               | 11 de noviembre | 12:00 | Canal+ Liga y Gol T |
| Athletic Club      | 2 - 1 | Sevilla C.F.           | San Mamés                   | 11 de noviembre | 16:00 | Canal+ Liga y Gol T |
| R. C. D. Mallorca  | 2 - 4 | F. C. Barcelona        | Ono Estadi                  | 11 de noviembre | 17:50 | Canal+ Liga y Gol T |
| Atlético de Madrid | 2 - 0 | Getafe C.F.            | Vicente Calderón            | 11 de noviembre | 19:45 | Canal+ Liga y Gol T |
| Levante U. D.      | 1 - 2 | Real Madrid C. F.      | Ciudad de Valencia          | 11 de noviembre | 21:30 | Canal+ 1            |

| C.A. Osasuna           | 0 - 0 | Málaga C.F.        | Reyno de Navarra       | 17 de noviembre | 16:00 | Canal+ Liga y Gol T |
| Valencia C.F.          | 2 - 1 | RCD Espanyol       | Mestalla               | 17 de noviembre | 18:00 | Canal+ Liga y Gol T |
| F. C. Barcelona        | 3 - 1 | Real Zaragoza      | Camp Nou               | 17 de noviembre | 20:00 | Canal+ Liga y Gol T |
| Real Madrid C. F.      | 5 - 1 | Athletic Club      | Santiago Bernabéu      | 17 de noviembre | 22:00 | Canal+ Liga y Gol T |
| Deportivo de La Coruña | 0 - 2 | Levante U.D.       | Riazor                 | 18 de noviembre | 12:00 | Canal+ Liga y Gol T |
| Celta de Vigo          | 1 - 1 | R. C. D. Mallorca  | Balaídos               | 18 de noviembre | 16:00 | Canal+ Liga y Gol T |
| Getafe C.F.            | 2 - 1 | Real Valladolid    | Coliseum Alfonso Pérez | 18 de noviembre | 17:50 | Canal+ Liga y Gol T |
| Granada C.F.           | 0 - 1 | Atlético de Madrid | Nuevo los Cármenes     | 18 de noviembre | 19:45 | Canal+ Liga y Gol T |
| Sevilla C.F.           | 5 - 1 | Real Betis         | Ramón Sánchez Pizjuán  | 18 de noviembre | 21:30 | Canal+ 1            |
| Real Sociedad          | 4 - 0 | Rayo Vallecano     | Anoeta                 | 19 de noviembre | 21:30 | Marca TV            |

| Real Sociedad      | 0 - 0 | C.A. Osasuna           | Anoeta                      | 23 de noviembre | 21:30 | Marca TV            |
| Rayo Vallecano     | 2 - 0 | R. C. D. Mallorca      | Campo de fútbol de Vallecas | 24 de noviembre | 16:00 | Canal+ Liga y Gol T |
| Real Valladolid    | 1 - 0 | Granada C.F.           | José Zorilla                | 24 de noviembre | 18:00 | Canal+ Liga y Gol T |
| Málaga C.F.        | 4 - 0 | Valencia C. F.         | La Rosaleda                 | 24 de noviembre | 20:00 | Canal+ Liga y Gol T |
| Real Betis         | 1 - 0 | Real Madrid C. F.      | Benito Villamarín           | 24 de noviembre | 22:00 | Canal+ Liga y Gol T |
| RCD Espanyol       | 0 - 2 | Getafe C.F.            | Estadio Cornellà-El Prat    | 25 de noviembre | 12:00 | Canal+ Liga y Gol T |
| Athletic Club      | 1 - 1 | Deportivo de La Coruña | San Mamés                   | 25 de noviembre | 17:00 | Canal+ Liga y Gol T |
| Atlético de Madrid | 4 - 0 | Sevilla C.F.           | Vicente Calderón            | 25 de noviembre | 19:00 | Canal+ Liga y Gol T |
| Levante U. D.      | 0 - 4 | F. C. Barcelona        | Ciudad de Valencia          | 25 de noviembre | 21:00 | Canal+ 1            |
| Real Zaragoza      | 0 - 1 | Celta de Vigo          | La Romareda                 | 26 de noviembre | 21:00 | Canal+ Liga y Gol T |

| C.A. Osasuna           | 1 - 0 | Rayo Vallecano     | Reyno de Navarra       | 30 de noviembre | 21:00 | Canal+ Liga y Gol T |
| Getafe C.F.            | 1 - 0 | Málaga C.F.        | Coliseum Alfonso Pérez | 1 de diciembre  | 16:00 | Canal+ Liga y Gol T |
| Valencia C. F.         | 2 - 5 | Real Sociedad      | Mestalla               | 1 de diciembre  | 18:00 | Canal+ Liga y Gol T |
| F. C. Barcelona        | 5 - 1 | Athletic Club      | Camp Nou               | 1 de diciembre  | 20:00 | Canal+ Liga y Gol T |
| Real Madrid C. F.      | 2 - 0 | Atlético de Madrid | Santiago Bernabéu      | 1 de diciembre  | 22:00 | Canal+ 1            |
| Granada C.F.           | 0 - 0 | RCD Espanyol       | Nuevo los Cármenes     | 2 de diciembre  | 12:00 | Canal+ Liga y Gol T |
| Deportivo de La Coruña | 2 - 3 | Real Betis         | Riazor                 | 2 de diciembre  | 17:00 | Canal+ Liga y Gol T |
| Celta de Vigo          | 1 - 1 | Levante U. D.      | Balaídos               | 2 de diciembre  | 19:00 | Canal+ Liga y Gol T |
| R. C. D. Mallorca      | 1 - 1 | Real Zaragoza      | Ono Estadi             | 2 de diciembre  | 21:00 | Canal+ Liga y Gol T |
| Sevilla C.F.           | 1 - 2 | Real Valladolid    | Ramón Sánchez Pizjuán  | 3 de diciembre  | 21:30 | Marca TV            |

| RCD Espanyol       | 2 - 2 | Sevilla C.F.           | Estadio Cornellà-El Prat    | 7 de diciembre  | 21:30 | Marca TV            |
| Real Sociedad      | 1 - 1 | Getafe C.F.            | Anoeta                      | 8 de diciembre  | 16:00 | Canal+ Liga y Gol T |
| Málaga C.F.        | 4 - 0 | Granada C.F.           | La Rosaleda                 | 8 de diciembre  | 18:00 | Canal+ Liga y Gol T |
| Real Valladolid    | 2 - 3 | Real Madrid C. F.      | José Zorilla                | 8 de diciembre  | 20:00 | Canal+ Liga y Gol T |
| C.A. Osasuna       | 0 - 1 | Valencia C.F.          | Reyno de Navarra            | 8 de diciembre  | 22:00 | Canal+ Liga y Gol T |
| Levante U.D.       | 4 - 0 | R.C.D Mallorca         | Ciudad de Valencia          | 9 de diciembre  | 12:00 | Canal+ Liga y Gol T |
| Athletic Club      | 1 - 0 | Celta de Vigo          | San Mamés                   | 9 de diciembre  | 17:00 | Canal+ Liga y Gol T |
| Atlético de Madrid | 6 - 0 | Deportivo de La Coruña | Vicente Calderón            | 9 de diciembre  | 19:00 | Canal+ Liga y Gol T |
| Real Betis         | 1 - 2 | F. C. Barcelona        | Benito Villamarín           | 9 de diciembre  | 21:00 | Canal+ 1            |
| Rayo Vallecano     | 0 - 2 | Real Zaragoza          | Campo de fútbol de Vallecas | 10 de diciembre | 21:00 | Canal+ Liga y Gol T |

| Getafe C.F.            | 1 - 1 | C.A. Osasuna       | Coliseum Alfonso Pérez | 15 de diciembre | 16:00 | Canal+ Liga y Gol T |
| R.C.D Mallorca         | 0 - 1 | Athletic Club      | Ono Estadi             | 15 de diciembre | 18:00 | Canal+ Liga y Gol T |
| Granada C.F.           | 0 - 0 | Real Sociedad      | Nuevo los Cármenes     | 15 de diciembre | 20:00 | Canal+ Liga y Gol T |
| Sevilla F. C.          | 0 - 2 | Málaga C.F.        | Ramón Sánchez Pizjuán  | 15 de diciembre | 22:00 | Canal+ Liga y Gol T |
| Real Zaragoza          | 0 - 1 | Levante U.D.       | La Romareda            | 16 de diciembre | 12:00 | Canal+ Liga y Gol T |
| Valencia C. F.         | 0 - 1 | Rayo Vallecano     | Mestalla               | 16 de diciembre | 17:00 | Canal+ Liga y Gol T |
| Real Madrid C. F.      | 2 - 2 | RCD Espanyol       | Santiago Bernabéu      | 16 de diciembre | 19:00 | Canal+ Liga y Gol T |
| F. C. Barcelona        | 4 - 1 | Atlético de Madrid | Camp Nou               | 16 de diciembre | 21:00 | Canal+ 1            |
| Deportivo de La Coruña | 0 - 0 | Real Valladolid    | Riazor                 | 17 de diciembre | 20:00 | Canal+ Liga y Gol T |
| Celta de Vigo          | 0 - 1 | Real Betis         | Balaídos               | 17 de diciembre | 21:30 | Marca TV            |

| Rayo Vallecano     | 3 - 0 | Levante U. D.          | Campo de fútbol de Vallecas | 20 de diciembre | 20:00 | Canal+ Liga y Gol T |
| Real Sociedad      | 2 - 1 | Sevilla C.F.           | Anoeta                      | 20 de diciembre | 22:00 | Marca TV            |
| RCD Espanyol       | 2 - 0 | Deportivo de La Coruña | Estadio Cornellà-El Prat    | 20 de diciembre | 22:00 | Canal+ Liga y Gol T |
| Valencia C.F.      | 4 - 2 | Getafe C.F.            | Mestalla                    | 21 de diciembre | 20:00 | Canal+ Liga y Gol T |
| Atlético de Madrid | 1 - 0 | Celta de Vigo          | Vicente Calderón            | 21 de diciembre | 22:00 | Canal+ Liga y Gol T |
| Real Betis         | 1 - 2 | R.C.D Mallorca         | Benito Villamarín           | 22 de diciembre | 16:00 | Canal+ Liga y Gol T |
| Real Valladolid    | 1 - 3 | F. C. Barcelona        | José Zorilla                | 22 de diciembre | 18:00 | Canal+ Liga y Gol T |
| Málaga C.F.        | 3 - 2 | Real Madrid C. F.      | La Rosaleda                 | 22 de diciembre | 20:00 | Canal+ 1            |
| C.A. Osasuna       | 1 - 2 | Granada C.F.           | Reyno de Navarra            | 22 de diciembre | 20:00 | Canal+ Liga y Gol T |
| Athletic Club      | 0 - 2 | Real Zaragoza          | San Mamés                   | 22 de diciembre | 22:00 | Canal+ Liga y Gol T |

| Real Zaragoza          | 1 - 2 | Real Betis         | La Romareda                 | 4 de enero | 21:30 | Marca TV            |
| Levante U.D.           | 3 - 1 | Athletic Club      | Ciudad de Valencia          | 5 de enero | 16:00 | Canal+ Liga y Gol T |
| Granada C.F.           | 1 - 2 | Valencia C.F.      | Nuevo los Cármenes          | 5 de enero | 18:00 | Canal+ Liga y Gol T |
| Deportivo de La Coruña | 1 - 0 | Málaga C.F.        | Riazor                      | 5 de enero | 20:00 | Canal+ Liga y Gol T |
| Sevilla C.F.           | 1 - 0 | C.A. Osasuna       | Ramón Sánchez Pizjuán       | 5 de enero | 22:00 | Canal+ Liga y Gol T |
| Celta de Vigo          | 3 - 1 | Real Valladolid    | Balaídos                    | 6 de enero | 12:00 | Canal+ Liga y Gol T |
| Real Madrid C. F.      | 4 - 3 | Real Sociedad      | Santiago Bernabéu           | 6 de enero | 17:00 | Canal+ Liga y Gol T |
| F. C. Barcelona        | 4 - 0 | RCD Espanyol       | Camp Nou                    | 6 de enero | 19:00 | Canal+ Liga y Gol T |
| R. C. D. Mallorca      | 1 - 1 | Atlético de Madrid | Ono Estadi                  | 6 de enero | 21:00 | Canal+ 1            |
| Rayo Vallecano         | 3 - 1 | Getafe C.F.        | Campo de fútbol de Vallecas | 7 de enero | 20:00 | Canal+ Liga y Gol T |

| Athletic Club      | 1 - 2 | Rayo Vallecano         | San Mamés                | 11 de enero | 21:30 | Marca TV            |
| Real Valladolid    | 3 - 1 | R. C. D. Mallorca      | José Zorilla             | 12 de enero | 16:00 | Canal+ Liga y Gol T |
| RCD Espanyol       | 1 - 0 | Celta de Vigo          | Estadio Cornellà-El Prat | 12 de enero | 18:00 | Canal+ Liga y Gol T |
| C.A. Osasuna       | 0 - 0 | Real Madrid C. F.      | Reyno de Navarra         | 12 de enero | 20:00 | Canal+ Liga y Gol T |
| Valencia C.F.      | 2 - 0 | Sevilla C.F.           | Mestalla                 | 12 de enero | 22:00 | Canal+ Liga y Gol T |
| Real Betis         | 2 - 0 | Levante U. D.          | Benito Villamarín        | 13 de enero | 12:00 | Canal+ Liga y Gol T |
| Real Sociedad      | 1 - 1 | Deportivo de La Coruña | Anoeta                   | 13 de enero | 17:00 | Canal+ Liga y Gol T |
| Atlético de Madrid | 2 - 0 | Real Zaragoza          | Vicente Calderón         | 13 de enero | 19:00 | Canal+ Liga y Gol T |
| Málaga C.F.        | 1 - 3 | F. C. Barcelona        | La Rosaleda              | 13 de enero | 21:00 | Canal+ 1            |
| Getafe C.F.        | 2 - 2 | Granada C.F.           | Coliseum Alfonso Pérez   | 14 de enero | 20:00 | Canal+ Liga y Gol T |

### Segunda vuelta
| RCD Espanyol       | 3 - 2 | R.C.D Mallorca         | Estadio Cornellà-El Prat | 18 de enero | 21:00 | Canal+ Liga y Gol T |
| Granada C.F.       | 2 - 0 | Rayo Vallecano         | Nuevo los Cármenes       | 19 de enero | 16:00 | Canal+ Liga y Gol T |
| Real Sociedad      | 3 - 2 | F. C. Barcelona        | Anoeta                   | 19 de enero | 18:00 | Canal+ Liga y Gol T |
| Getafe C.F.        | 1 - 1 | Sevilla C.F.           | Coliseum Alfonso Pérez   | 19 de enero | 20:00 | Canal+ Liga y Gol T |
| Málaga C.F.        | 1 - 1 | Celta de Vigo          | La Rosaleda              | 19 de enero | 22:00 | Canal+ Liga y Gol T |
| C. A. Osasuna      | 2 - 1 | Deportivo de La Coruña | Reyno de Navarra         | 20 de enero | 12:00 | Canal+ Liga y Gol T |
| Real Valladolid    | 2 - 0 | Real Zaragoza          | José Zorrilla            | 20 de enero | 17:00 | Canal+ Liga y Gol T |
| Atlético de Madrid | 2 - 0 | Levante U. D.          | Vicente Calderón         | 20 de enero | 19:00 | Canal+ Liga y Gol T |
| Valencia C. F.     | 0 - 5 | Real Madrid C. F.      | Mestalla                 | 20 de enero | 21:00 | Canal+ 1            |
| Real Betis         | 1 - 1 | Athletic Club          | Benito Villamarín        | 21 de enero | 21:30 | Marca TV            |

| Celta de Vigo          | 1 - 1 | Real Sociedad      | Balaídos                    | 26 de enero | 16.00 | Canal+ Liga y Gol T |
| Levante U.D.           | 2 - 1 | Real Valladolid    | Ciudad de Valencia          | 26 de enero | 18.00 | Canal+ Liga y Gol T |
| Real Zaragoza          | 0 - 0 | RCD Espanyol       | La Romareda                 | 26 de enero | 20.00 | Canal+ Liga y Gol T |
| Deportivo de La Coruña | 2 - 3 | Valencia C.F.      | Riazor                      | 26 de enero | 22.00 | Canal+ Liga y Gol T |
| Real Madrid C. F.      | 4 - 0 | Getafe C.F.        | Santiago Bernabéu           | 27 de enero | 12.00 | Canal+ Liga y Gol T |
| Rayo Vallecano         | 3 - 0 | Real Betis         | Campo de fútbol de Vallecas | 27 de enero | 17.00 | Canal+ Liga y Gol T |
| F. C. Barcelona        | 5 - 1 | C. A. Osasuna      | Camp Nou                    | 27 de enero | 19.00 | Canal+ Liga y Gol T |
| R.C.D Mallorca         | 2 - 3 | Málaga C.F.        | Ono Estadi                  | 27 de enero | 21.00 | Canal+ Liga y Gol T |
| Athletic Club          | 3 - 0 | Atlético de Madrid | San Mamés                   | 27 de enero | 21.00 | Canal+ 1            |
| Sevilla F.C.           | 3 - 0 | Granada C.F.       | Ramón Sánchez Pizjuán       | 28 de enero | 21.30 | Marca TV            |

| Real Valladolid    | 2 - 2 | Athletic Club          | José Zorrilla          | 1 de febrero | 21:30 | Marca TV           |
| C. A. Osasuna      | 1 - 0 | Celta de Vigo          | Reyno de Navarra       | 2 de febrero | 16:00 | Canal+ Liga y GolT |
| Getafe C.F.        | 3 - 1 | Deportivo de La Coruña | Coliseum Alfonso Pérez | 2 de febrero | 18:00 | Canal+ Liga y GolT |
| RCD Espanyol       | 3 - 2 | Levante U. D.          | Cornellà-El Prat       | 2 de febrero | 20:00 | Canal+ Liga y GolT |
| Granada C.F.       | 1 - 0 | Real Madrid C. F.      | Nuevo Los Cármenes     | 2 de febrero | 22:00 | Canal+ Liga y GolT |
| Málaga C.F.        | 1 - 1 | Real Zaragoza          | La Rosaleda            | 3 de febrero | 12:00 | Canal+ Liga y GolT |
| Sevilla F.C.       | 2 - 1 | Rayo Vallecano         | Sánchez Pizjuán        | 3 de febrero | 17:00 | Canal+ Liga y GolT |
| Valencia C. F.     | 1 - 1 | F. C. Barcelona        | Mestalla               | 3 de febrero | 19:00 | Canal+ Liga y GolT |
| Atlético de Madrid | 1 - 0 | Real Betis             | Vicente Calderón       | 3 de febrero | 21:00 | Canal+ 1           |
| Real Sociedad      | 3 - 0 | R. C. D. Mallorca      | Anoeta                 | 3 de febrero | 21:00 | Canal+ Liga y GolT |

| R. C. D. Mallorca   | 1 - 1 | C.A. Osasuna       | Ono Estadi                  | 9 de febrero  | 16:00 | Canal+ Liga y GolT |
| Celta de Vigo       | 0 - 1 | Valencia C.F.      | Balaídos                    | 9 de febrero  | 18:00 | Canal+ Liga y GolT |
| Levante U. D.       | 1 - 2 | Málaga C. F.       | Ciudad de Valencia          | 9 de febrero  | 20:00 | Canal+ Liga y GolT |
| Deportivo La Coruña | 0 - 3 | Granada C.F.       | Riazor                      | 9 de febrero  | 22:00 | Canal+ Liga y GolT |
| Real Madrid C. F.   | 4 - 1 | Sevilla F. C.      | Santiago Bernabéu           | 9 de febrero  | 22:00 | Canal+ 1           |
| F. C. Barcelona     | 6 - 1 | Getafe C.F.        | Camp Nou                    | 10 de febrero | 12:00 | Canal+ Liga y GolT |
| Real Zaragoza       | 1 - 2 | Real Sociedad      | La Romareda                 | 10 de febrero | 17:00 | Canal+ Liga y GolT |
| Athletic Club       | 0 - 4 | RCD Espanyol       | San Mamés                   | 10 de febrero | 19:00 | Canal+ Liga y GolT |
| Rayo Vallecano      | 2 - 1 | Atlético de Madrid | Campo de fútbol de Vallecas | 10 de febrero | 21:00 | Canal+ Liga y GolT |
| Real Betis          | 0 - 0 | Real Valladolid    | Benito Villamarín           | 11 de febrero | 21:30 | Marca TV           |

| Sevilla F.C.      | 3 - 1 | Deportivo La Coruña | Sánchez Pizjuán        | 15 de febrero | 21:30 | Marca TV           |
| Getafe C.F.       | 3 - 1 | Celta de Vigo       | Coliseum Alfonso Pérez | 16 de febrero | 16:00 | Canal+ Liga y GolT |
| Málaga C.F.       | 1 - 0 | Athletic Club       | La Rosaleda            | 16 de febrero | 18:00 | Canal+ Liga y GolT |
| Granada C.F.      | 1 - 2 | F. C. Barcelona     | Nuevo Los Cármenes     | 16 de febrero | 20:00 | Canal+ Liga y GolT |
| C.A. Osasuna      | 1 - 0 | Real Zaragoza       | Reyno de Navarra       | 16 de febrero | 22:00 | Canal+ Liga y GolT |
| Real Sociedad     | 1 - 1 | Levante U. D.       | Anoeta                 | 17 de febrero | 12:00 | Canal+ Liga y GolT |
| Valencia C.F.     | 2 - 0 | R. C. D. Mallorca   | Mestalla               | 17 de febrero | 17:00 | Canal+ Liga y GolT |
| Real Valladolid   | 0 - 3 | Atlético de Madrid  | José Zorrilla          | 17 de febrero | 19:00 | Canal+ Liga y GolT |
| RCD Espanyol      | 1 - 0 | Real Betis          | Cornellà-El Prat       | 17 de febrero | 21:00 | Canal+ Liga y GolT |
| Real Madrid C. F. | 2 - 0 | Rayo Vallecano      | Santiago Bernabéu      | 17 de febrero | 21:00 | Canal+ 1           |

| Athletic Club          | 1 - 3 | Real Sociedad     | San Mamés                   | 22 de febrero | 21:30 | Marca TV           |
| R. C. D. Mallorca      | 1 - 3 | Getafe C.F.       | Iberostar Estadi            | 23 de febrero | 16:00 | Canal+ Liga y GolT |
| Real Zaragoza          | 2 - 2 | Valencia C. F.    | La Romareda                 | 23 de febrero | 18:00 | Canal+ Liga y GolT |
| Deportivo de La Coruña | 1 - 2 | Real Madrid C. F. | Riazor                      | 23 de febrero | 20:00 | Canal+ Liga y GolT |
| F. C. Barcelona        | 2 - 1 | Sevilla F. C.     | Camp Nou                    | 23 de febrero | 22:00 | Canal+ 1           |
| Rayo Vallecano         | 1 - 2 | Real Valladolid   | Campo de fútbol de Vallecas | 24 de febrero | 12:00 | Canal+ Liga y GolT |
| Celta de Vigo          | 2 - 1 | Granada C. F.     | Balaídos                    | 24 de febrero | 17:00 | Canal+ Liga y GolT |
| Atlético de Madrid     | 1 - 0 | RCD Espanyol      | Vicente Calderón            | 24 de febrero | 19:00 | Canal+ Liga y GolT |
| Real Betis             | 3 - 0 | Málaga C.F.       | Benito Villamarín           | 24 de febrero | 21:00 | Canal+ Liga y GolT |
| Levante U. D.          | 0 - 2 | C. A. Osasuna     | Ciudad de Valencia          | 25 de febrero | 21:00 | Canal+ Liga y GolT |

| Getafe C. F.           | 2 - 0 | Real Zaragoza       | Coliseum Alfonso Pérez | 1 de marzo | 21:00 | Canal+ Liga y Gol T |
| Real Madrid C. F.      | 2 - 1 | F. C. Barcelona     | Santiago Bernabéu      | 2 de marzo | 16:00 | Canal+ 1            |
| Deportivo de La Coruña | 0 - 0 | Rayo Vallecano      | Riazor                 | 2 de marzo | 18:00 | Canal+ Liga y GolT  |
| C. A. Osasuna          | 0 - 1 | Athletic Club       | Reyno de Navarra       | 2 de marzo | 20:00 | Canal+ Liga y GolT  |
| Valencia C. F.         | 2 - 2 | Levante U. D.       | Mestalla               | 2 de marzo | 22:00 | Canal+ Liga y GolT  |
| Granada C. F.          | 1 - 2 | R. C. D. Mallorca   | Nuevo los Cármenes     | 3 de marzo | 12:00 | Canal+ Liga y GolT  |
| R. C. D. Espanyol      | 0 - 0 | Real Valladolid     | Cornellà-El Prat       | 3 de marzo | 17:00 | Canal+ Liga y GolT  |
| Málaga C. F.           | 0 - 0 | Atlético de Madrid  | La Rosaleda            | 3 de marzo | 19:00 | Canal+ Liga y GolT  |
| Real Sociedad          | 3 - 3 | Real Betis          | Anoeta                 | 3 de marzo | 21:00 | Canal+ Liga y GolT  |
| Sevilla F. C.          | 4 - 1 | R. C. Celta de Vigo | Sánchez Pizjuán        | 4 de marzo | 21:30 | Marca TV            |

| Real Betis              | 2 - 1 | C. A. Osasuna           | Benito Villamarín           | 8 de marzo  | 21:30 | Marca TV            |
| Rayo Vallecano          | 2 - 0 | R. C. D. Espanyol       | Campo de fútbol de Vallecas | 9 de marzo  | 16:00 | Canal+ Liga y Gol T |
| Real Valladolid C. F.   | 1 - 1 | Málaga C. F.            | José Zorrilla               | 9 de marzo  | 18:00 | Canal+ Liga y Gol T |
| F. C. Barcelona         | 2 - 0 | Deportivo de La Coruña  | Camp Nou                    | 9 de marzo  | 20:00 | Canal+ Liga y Gol T |
| R. C. D. Mallorca       | 2 - 1 | Sevilla F. C.           | Iberostar Estadi            | 9 de marzo  | 22:00 | Canal+ Liga y Gol T |
| Athletic Club           | 1 - 0 | Valencia C. F.          | San Mamés                   | 10 de marzo | 12:00 | Canal+ Liga y Gol T |
| Levante U. D.           | 0 - 0 | Getafe C. F.            | Ciudad de Valencia          | 10 de marzo | 17:00 | Canal+ Liga y Gol T |
| R. C. Celta de Vigo     | 1 - 2 | Real Madrid C. F.       | Balaídos                    | 10 de marzo | 19:00 | Canal+ Liga y Gol T |
| Club Atlético de Madrid | 0 - 1 | Real Sociedad de Fútbol | Vicente Calderón            | 10 de marzo | 21:00 | Canal+ 1            |
| Real Zaragoza           | 0 - 0 | Granada C. F.           | La Romareda                 | 11 de marzo | 20:30 | Canal+ Liga y Gol T |

| Deportivo de La Coruña  | 3 - 1 | R. C. Celta de Vigo   | Riazor                 | 15 de marzo | 21:45 | Marca TV            |
| Real Sociedad de Fútbol | 4 - 1 | Real Valladolid C. F. | Anoeta                 | 16 de marzo | 16:00 | Canal+ Liga y Gol T |
| Getafe C. F.            | 1 - 0 | Athletic Club         | Coliseum Alfonso Pérez | 16 de marzo | 18:00 | Canal+ Liga y Gol T |
| Real Madrid C. F.       | 5 - 2 | R. C. D. Mallorca     | Santiago Bernabéu      | 16 de marzo | 20:00 | Canal+ Liga y Gol T |
| Valencia C.F.           | 3 - 0 | Real Betis            | Mestalla               | 16 de marzo | 22:00 | Canal+ Liga y Gol T |
| Málaga C.F.             | 0 - 2 | RCD Espanyol          | La Rosaleda            | 17 de marzo | 12:00 | Canal+ Liga y Gol T |
| Sevilla C.F.            | 4 - 0 | Real Zaragoza         | Ramón Sánchez Pizjuán  | 17 de marzo | 17:00 | Canal+ Liga y Gol T |
| C. A. Osasuna           | 0 - 2 | Atlético de Madrid    | Reyno de Navarra       | 17 de marzo | 19:00 | Canal+ Liga y Gol T |
| F. C. Barcelona         | 3 - 1 | Rayo Vallecano        | Camp Nou               | 17 de marzo | 21:00 | Canal+ 1            |
| Granada C. F.           | 1 - 1 | Levante U. D.         | Nuevo los Cármenes     | 17 de marzo | 21:00 | Canal+ Liga y Gol T |

| Rayo Vallecano de Madrid | 1 - 3 | Málaga C. F.            | Campo de fútbol de Vallecas | 30 de marzo | 16:00 | Canal+ Liga y Gol T |
| R. C. Celta de Vigo      | 2 - 2 | F. C. Barcelona         | Balaídos                    | 30 de marzo | 18:00 | Canal+ Liga y Gol T |
| Real Zaragoza            | 1 - 1 | Real Madrid C. F.       | La Romareda                 | 30 de marzo | 20:00 | Canal+ Liga y Gol T |
| Levante U. D.            | 1 - 0 | Sevilla F. C.           | Ciudad de Valencia          | 30 de marzo | 22:00 | Canal+ Liga y Gol T |
| Real Valladolid C. F.    | 1 - 3 | C. A. Osasuna           | José Zorrilla               | 31 de marzo | 12:00 | Canal+ Liga y Gol T |
| R. C. D. Mallorca        | 2 - 3 | Deportivo de La Coruña  | Iberostar Estadi            | 31 de marzo | 17:00 | Canal+ Liga y Gol T |
| R. C. D. Espanyol        | 2 - 2 | Real Sociedad de Fútbol | Cornellà-El Prat            | 31 de marzo | 19:00 | Canal+ Liga y Gol T |
| Club Atlético de Madrid  | 1 - 1 | Valencia C. F.          | Vicente Calderón            | 31 de marzo | 21:00 | Canal+ 1            |
| Athletic Club            | 1 - 0 | Granada C. F.           | San Mamés                   | 1 de abril  | 20:00 | Canal+ Liga y Gol T |
| Real Betis               | 0 - 0 | Getafe C. F.            | Benito Villamarín           | 1 de abril  | 22:00 | Cuatro              |

| Granada C. F.           | 1 - 5 | Real Betis               | Nuevo los Cármenes     | 5 de abril | 21:00 | Canal+ Liga y Gol T |
| Real Sociedad de Fútbol | 4 - 2 | Málaga C. F.             | Anoeta                 | 6 de abril | 16:00 | Canal+ Liga y Gol T |
| Real Madrid C. F.       | 5 - 1 | Levante U. D.            | Santiago Bernabéu      | 6 de abril | 18:00 | Canal+ Liga y Gol T |
| Deportivo de La Coruña  | 3 - 2 | Real Zaragoza            | Riazor                 | 6 de abril | 20:00 | Canal+ Liga y Gol T |
| F. C. Barcelona         | 5 - 0 | R. C. D. Mallorca        | Camp Nou               | 6 de abril | 22:00 | Canal+ 1            |
| R. C. Celta de Vigo     | 0 - 2 | Rayo Vallecano de Madrid | Balaídos               | 7 de abril | 12:00 | Canal+ Liga y Gol T |
| C. A. Osasuna           | 0 - 2 | RCD Espanyol             | Reyno de Navarra       | 7 de abril | 17:00 | Canal+ Liga y Gol T |
| Getafe C. F.            | 0 - 0 | Club Atlético de Madrid  | Coliseum Alfonso Pérez | 7 de abril | 19:00 | Canal+ Liga y Gol T |
| Valencia C. F.          | 2 - 1 | Real Valladolid C. F.    | Mestalla               | 7 de abril | 21:00 | Canal+ Liga y Gol T |
| Sevilla F. C.           | 2 - 1 | Athletic Club            | Ramón Sánchez Pizjuán  | 8 de abril | 22:00 | Cuatro              |

| Real Betis               | 3 - 3 | Sevilla F. C.           | Benito Villamarín           | 12 de abril | 22:00 | Cuatro              |
| Real Valladolid C. F.    | 2 - 1 | Getafe C. F.            | José Zorrilla               | 13 de abril | 16:00 | Canal+ Liga y Gol T |
| Levante U. D.            | 0 - 4 | Deportivo de La Coruña  | Ciudad de Valencia          | 13 de abril | 18:00 | Canal+ Liga y Gol T |
| RCD Espanyol             | 3 - 3 | Valencia C. F.          | Estadio Cornellà-El Prat    | 13 de abril | 20:00 | Canal+ Liga y Gol T |
| Málaga C. F.             | 1 - 0 | C. A. Osasuna           | La Rosaleda                 | 13 de abril | 22:00 | Canal+ Liga y Gol T |
| Rayo Vallecano de Madrid | 0 - 2 | Real Sociedad de Fútbol | Campo de fútbol de Vallecas | 14 de abril | 12:00 | Canal+ Liga y Gol T |
| Club Atlético de Madrid  | 5 - 0 | Granada C. F.           | Vicente Calderón            | 14 de abril | 17:00 | Canal+ Liga y Gol T |
| Real Zaragoza            | 0 - 3 | F. C. Barcelona         | La Romareda                 | 14 de abril | 19:00 | Canal+ Liga y Gol T |
| Athletic Club            | 0 - 3 | Real Madrid C. F.       | San Mamés                   | 14 de abril | 21:00 | Canal+ 1            |
| R. C. D. Mallorca        | 1 - 0 | R. C. Celta de Vigo     | Iberostar Estadi            | 15 de abril | 21:00 | Canal+ Liga y Gol T |

| R. C. D. Mallorca                | 1 - 1 | Rayo Vallecano de Madrid | Ono Estadi             | 19 de abril | 21:00 | Canal+ Liga y Gol T |
| Granada C. F.                    | 1 - 1 | Real Valladolid C. F.    | Nuevo los Cármenes     | 20 de abril | 16:00 | Canal+ Liga y Gol T |
| Real Madrid C. F.                | 3 - 1 | Real Betis               | Santiago Bernabéu      | 20 de abril | 18:00 | Canal+ Liga y Gol T |
| F. C. Barcelona                  | 1 - 0 | Levante U. D.            | Camp Nou               | 20 de abril | 20:00 | Canal+ Liga y Gol T |
| Valencia C. F.                   | 5 - 1 | Málaga C. F.             | Mestalla               | 20 de abril | 22:00 | Canal+ Liga y Gol T |
| Getafe C. F.                     | 0 - 2 | R. C. D. Espanyol        | Coliseum Alfonso Pérez | 21 de abril | 12:00 | Canal+ Liga y Gol T |
| Real Club Deportivo de La Coruña | 1 - 1 | Athletic Club            | Riazor                 | 21 de abril | 17:00 | Canal+ Liga y Gol T |
| C. A. Osasuna                    | 0 - 0 | Real Sociedad de Fútbol  | Reyno de Navarra       | 21 de abril | 19:00 | Canal+ Liga y Gol T |
| Sevilla F. C.                    | 0 - 1 | Club Atlético de Madrid  | Ramón Sánchez Pizjuán  | 21 de abril | 21:00 | Canal+ 1            |
| R. C. Celta de Vigo              | 2 - 1 | Real Zaragoza            | Balaídos               | 22 de abril | 22:00 | Cuatro              |

| Rayo Vallecano de Madrid | 2 - 2 | Club Atlético Osasuna            | Campo de fútbol de Vallecas | 26 de abril | 21:00 | Canal+ Liga y Gol T |
| Levante U. D.            | 0 - 1 | R. C. Celta de Vigo              | Ciutat de València          | 27 de abril | 16:00 | Canal+ Liga y Gol T |
| Athletic Club            | 2 - 2 | F. C. Barcelona                  | San Mamés                   | 27 de abril | 18:00 | Canal+ Liga y Gol T |
| Club Atlético de Madrid  | 1 - 2 | Real Madrid C. F.                | Vicente Calderón            | 27 de abril | 20:00 | Canal+ Liga y Gol T |
| Real Zaragoza            | 3 - 2 | R. C. D. Mallorca                | La Romareda                 | 27 de abril | 22:00 | Canal+ Liga y Gol T |
| R. C. D. Espanyol        | 0 - 1 | Granada C. F.                    | Estadio Cornellà-El Prat    | 28 de abril | 12:00 | Canal+ Liga y Gol T |
| Málaga C. F.             | 2 - 1 | Getafe C. F.                     | La Rosaleda                 | 28 de abril | 17:00 | Canal+ Liga y Gol T |
| Real Valladolid C. F.    | 1 - 1 | Sevilla F. C.                    | José Zorrilla               | 28 de abril | 19:00 | Canal+ Liga y Gol T |
| Real Sociedad de Fútbol  | 4 - 2 | Valencia C. F.                   | Anoeta                      | 28 de abril | 21:00 | Canal+ 1            |
| Real Betis               | 1 - 1 | Real Club Deportivo de La Coruña | Benito Villamarín           | 29 de abril | 22:00 | Cuatro              |

| R. C. Celta de Vigo              | 1 - 1 | Athletic Club            | Balaídos               | 3 de mayo | 21:00 | Canal+ Liga y Gol T |
| Valencia C. F.                   | 4 - 0 | C. A. Osasuna            | Mestalla               | 4 de mayo | 16:00 | Canal+ Liga y Gol T |
| Granada C. F.                    | 1 - 0 | Málaga C. F.             | Nuevo los Cármenes     | 4 de mayo | 18:00 | Canal+ Liga y Gol T |
| Real Madrid C. F.                | 4 - 3 | Real Valladolid C. F.    | Santiago Bernabéu      | 4 de mayo | 20:00 | Canal+ Liga y Gol T |
| Real Club Deportivo de La Coruña | 0 - 0 | Club Atlético de Madrid  | Riazor                 | 4 de mayo | 22:00 | Canal+ Liga y Gol T |
| R. C. D. Mallorca                | 1 - 1 | Levante U. D.            | Ono Estadi             | 5 de mayo | 12:00 | Canal+ Liga y Gol T |
| Real Zaragoza                    | 3 - 0 | Rayo Vallecano de Madrid | La Romareda            | 5 de mayo | 17:00 | Canal+ Liga y Gol T |
| Sevilla F. C.                    | 3 - 0 | R. C. D. Espanyol        | Ramón Sánchez Pizjuán  | 5 de mayo | 19:00 | Canal+ Liga y Gol T |
| F. C. Barcelona                  | 4 - 2 | Real Betis               | Camp Nou               | 5 de mayo | 21:00 | Canal+ 1            |
| Getafe C. F.                     | 2 - 1 | Real Sociedad de Fútbol  | Coliseum Alfonso Pérez | 6 de mayo | 22:00 | Cuatro              |

| Levante U. D.         | 0 - 0 | Real Zaragoza          | Ciudad de Valencia          | 10 de mayo | 21:00 | Canal+ Liga y Gol T |
| Athletic Club         | 2 - 1 | R. C. D. Mallorca      | San Mamés                   | 11 de mayo | 16:00 | Canal+ Liga y Gol T |
| Real Valladolid C. F. | 1 - 0 | Deportivo de La Coruña | José Zorrilla               | 11 de mayo | 18:00 | Canal+ Liga y Gol T |
| C. A. Osasuna         | 1 - 0 | Getafe C. F.           | Reyno de Navarra            | 11 de mayo | 20:00 | Canal+ Liga y Gol T |
| RCD Espanyol          | 1 - 1 | Real Madrid C. F.      | Cornellà-El Prat            | 11 de mayo | 22:00 | Canal+ 1            |
| Rayo Vallecano        | 0 - 4 | Valencia C. F.         | Campo de fútbol de Vallecas | 12 de mayo | 12:00 | Canal+ Liga y Gol T |
| Real Betis            | 1 - 0 | Celta de Vigo          | Benito Villamarín           | 12 de mayo | 17:00 | Canal+ Liga y Gol T |
| Atlético de Madrid    | 1 - 2 | F. C. Barcelona (C)    | Vicente Calderón            | 12 de mayo | 19:00 | Canal+ Liga y Gol T |
| Málaga C. F.          | 0 - 0 | Sevilla F. C.          | La Rosaleda                 | 12 de mayo | 21:00 | Canal+ Liga y Gol T |
| Real Sociedad         | 2 - 2 | Granada C. F.          | Anoeta                      | 13 de mayo | 22:00 | Cuatro              |

| R. C. Celta de Vigo    | 1 - 3 | Atlético de Madrid    | Balaídos               | 8 de mayo  | 19:30 | Canal+ Liga y Gol T |
| Real Madrid C. F.      | 6 - 2 | Málaga C. F.          | Santiago Bernabéu      | 8 de mayo  | 21:30 | Canal+ Liga y Gol T |
| Getafe C.F.            | 0 - 1 | Valencia C.F.         | Coliseum Alfonso Pérez | 18 de mayo | 18:00 | Canal+ Liga y Gol T |
| Granada C.F.           | 3 - 0 | C. A. Osasuna         | Nuevo los Cármenes     | 18 de mayo | 20:00 | Canal+ Liga y Gol T |
| Sevilla F. C.          | 1 - 2 | Real Sociedad         | Ramón Sánchez Pizjuán  | 18 de mayo | 22:00 | Canal+ Liga y Gol T |
| Levante U. D.          | 2 - 3 | Rayo Vallecano        | Ciudad de Valencia     | 19 de mayo | 12:00 | Canal+ Liga y Gol T |
| Deportivo de La Coruña | 2 - 0 | RCD Espanyol          | Riazor                 | 19 de mayo | 17:00 | Canal+ Liga y Gol T |
| Real Zaragoza          | 1 - 2 | Athletic Club         | La Romareda            | 19 de mayo | 19:00 | Canal+ Liga y Gol T |
| F. C. Barcelona        | 2 - 1 | Real Valladolid C. F. | Camp Nou               | 19 de mayo | 21:00 | Canal+ 1            |
| R.C.D Mallorca         | 1 - 0 | Real Betis            | Ono Estadi             | 20 de mayo | 22:00 | Cuatro              |

| R. C. D. Espanyol       | 0 - 2 | F. C. Barcelona        | Cornellà-El Prat       | 26 de mayo | 20:00 | Canal+ Liga y Gol T |
| Athletic Club           | 0 - 1 | Levante U. D.          | San Mamés              | 26 de mayo | 20:00 | Canal+ Liga y Gol T |
| C. A. Osasuna           | 2 - 1 | Sevilla F. C.          | Reyno de Navarra       | 26 de mayo | 20:00 | Canal+ Liga y Gol T |
| Real Sociedad de Fútbol | 3 - 3 | Real Madrid C. F.      | Anoeta                 | 26 de mayo | 20:00 | Canal+ 1            |
| Getafe C. F.            | 1 - 2 | Rayo Vallecano         | Coliseum Alfonso Pérez | 26 de mayo | 20:00 | Canal+ Liga y Gol T |
| Atlético de Madrid      | 0 - 0 | R. C. D. Mallorca      | Vicente Calderón       | 26 de mayo | 20:00 | Canal+ Liga y Gol T |
| Real Valladolid C. F.   | 0 - 2 | Celta de Vigo          | José Zorrilla          | 26 de mayo | 20:00 | Canal+ Liga y Gol T |
| Málaga C. F.            | 3 - 1 | Deportivo de La Coruña | La Rosaleda            | 26 de mayo | 20:00 | Canal+ Liga y Gol T |
| Real Betis              | 4 - 0 | Real Zaragoza          | Benito Villamarín      | 26 de mayo | 20:00 | Cuatro              |
| Valencia C. F.          | 1 - 0 | Granada C. F.          | Mestalla               | 26 de mayo | 20:00 | Canal+ Liga y Gol T |

| Real Madrid C. F.      | 4 - 2 | C. A. Osasuna         | Santiago Bernabéu           | 1 de junio | 17:00 | Canal+ Liga y Gol T |
| F. C. Barcelona        | 4 - 1 | Málaga C. F.          | Camp Nou                    | 1 de junio | 19:00 | Canal+ Liga y Gol T |
| Granada C. F.          | 2 - 0 | Getafe C. F.          | Nuevo los Cármenes          | 1 de junio | 21:00 | Canal+ Liga y Gol T |
| Sevilla F. C.          | 4 - 3 | Valencia C. F.        | Ramón Sánchez Pizjuán       | 1 de junio | 21:00 | Canal+ 1            |
| Deportivo de La Coruña | 0 - 1 | Real Sociedad         | Riazor                      | 1 de junio | 21:00 | Cuatro              |
| Rayo Vallecano         | 2 – 2 | Athletic Club         | Campo de fútbol de Vallecas | 1 de junio | 21:00 | Canal+ Liga y Gol T |
| R. C. Celta de Vigo    | 1 – 0 | R. C. D. Espanyol     | Balaídos                    | 1 de junio | 21:00 | Canal+ Liga y Gol T |
| R. C. D. Mallorca      | 4 - 2 | Real Valladolid C. F. | Iberostar Estadi            | 1 de junio | 21:00 | Canal+ Liga y Gol T |
| Real Zaragoza          | 1 - 3 | Atlético de Madrid    | La Romareda                 | 1 de junio | 21:00 | Canal+ Liga y Gol T |
| Levante U. D.          | 1 - 1 | Real Betis            | Ciudad de Valencia          | 1 de junio | 21:00 | Canal+ Liga y Gol T |

### Tabla de resultados cruzados
| Local \ Visitante         | ATH | ATM | BAR | BET | CEL | DEP | ESP | GET | GRA | LEV | MAL | MLL | OSA | RAY | RMA | RSO | SEV | VAL | VLD | ZAR |
| ------------------------- | --- | --- | --- | --- | --- | --- | --- | --- | --- | --- | --- | --- | --- | --- | --- | --- | --- | --- | --- | --- |
| Athletic Club             | —   | 3–0 | 2–2 | 3–5 | 1–0 | 1–1 | 0–4 | 1–2 | 1–0 | 0–1 | 0–0 | 2–1 | 1–0 | 1–2 | 0–3 | 1–3 | 2–1 | 1–0 | 2–0 | 0–2 |
| Atlético de Madrid        | 4–0 | —   | 1–2 | 1–0 | 1–0 | 6–0 | 1–0 | 2–0 | 5–0 | 2–0 | 2–1 | 0–0 | 3–1 | 4–3 | 1–2 | 0–1 | 4–0 | 1–1 | 2–1 | 2–0 |
| F. C. Barcelona           | 5–1 | 4–1 | —   | 4–2 | 3–1 | 2–0 | 4–0 | 6–1 | 2–0 | 1–0 | 4–1 | 5–0 | 5–1 | 3–1 | 2–2 | 5–1 | 2–1 | 1–0 | 2–1 | 3–1 |
| Real Betis                | 1–1 | 2–4 | 1–2 | —   | 1–0 | 1–1 | 1–0 | 0–0 | 1–2 | 2–0 | 3–0 | 1–2 | 2–1 | 1–2 | 1–0 | 2–0 | 3–3 | 1–0 | 0–0 | 4–0 |
| R. C. Celta de Vigo       | 1–1 | 1–3 | 2–2 | 0–1 | —   | 1–1 | 1–0 | 2–1 | 2–1 | 1–1 | 0–1 | 1–1 | 2–0 | 0–2 | 1–2 | 1–1 | 2–0 | 0–1 | 3–1 | 2–1 |
| R. C. Deportivo La Coruña | 1–1 | 0–0 | 4–5 | 2–3 | 3–1 | —   | 2–0 | 1–1 | 0–3 | 0–2 | 1–0 | 1–0 | 2–0 | 0–0 | 1–2 | 0–1 | 0–2 | 2–3 | 0–0 | 3–2 |
| R. C. D. Espanyol         | 3–3 | 0–1 | 0–2 | 1–0 | 1–0 | 2–0 | —   | 0–2 | 0–1 | 3–2 | 0–0 | 3–2 | 0–3 | 3–2 | 1–1 | 2–2 | 2–2 | 3–3 | 0–0 | 1–2 |
| Getafe C. F.              | 1–0 | 0–0 | 1–4 | 2–4 | 3–1 | 3–1 | 0–2 | —   | 2–2 | 0–1 | 1–0 | 1–0 | 1–1 | 1–2 | 2–1 | 2–1 | 1–1 | 0–1 | 2–1 | 2–0 |
| Granada C. F.             | 1–2 | 0–1 | 1–2 | 1–5 | 2–1 | 1–1 | 0–0 | 2–0 | —   | 1–1 | 1–0 | 1–2 | 3–0 | 2–0 | 1–0 | 0–0 | 1–1 | 1–2 | 1–1 | 1–2 |
| Levante U. D.             | 3–1 | 1–1 | 0–4 | 1–1 | 0–1 | 0–4 | 3–2 | 0–0 | 3–1 | —   | 1–2 | 4–0 | 0–2 | 2–3 | 1–2 | 2–1 | 1–0 | 1–0 | 2–1 | 0–0 |
| Málaga C. F.              | 1–0 | 0–0 | 1–3 | 4–0 | 1–1 | 3–1 | 0–2 | 2–1 | 4–0 | 3–1 | —   | 1–1 | 1–0 | 1–2 | 3–2 | 1–2 | 0–0 | 4–0 | 2–1 | 1–1 |
| R. C. D. Mallorca         | 0–1 | 1–1 | 2–4 | 1–0 | 1–0 | 2–3 | 2–1 | 1–3 | 1–2 | 1–1 | 2–3 | —   | 1–1 | 1–1 | 0–5 | 1–0 | 2–1 | 2–0 | 4–2 | 1–1 |
| C. A. Osasuna             | 0–1 | 0–2 | 1–2 | 0–0 | 1–0 | 2–1 | 0–2 | 1–0 | 1–2 | 4–0 | 0–0 | 1–1 | —   | 1–0 | 0–0 | 0–0 | 2–1 | 0–1 | 0–1 | 1–0 |
| Rayo Vallecano            | 2–2 | 2–1 | 0–5 | 3–0 | 3–2 | 2–1 | 2–0 | 3–1 | 1–0 | 3–0 | 1–3 | 2–0 | 2–2 | —   | 0–2 | 0–2 | 0–0 | 0–4 | 1–2 | 0–2 |
| Real Madrid C. F.         | 5–1 | 2–0 | 2–1 | 3–1 | 2–0 | 5–1 | 2–2 | 4–0 | 3–0 | 5–1 | 6–2 | 5–2 | 4–2 | 2–0 | —   | 4–3 | 4–1 | 1–1 | 4–3 | 4–0 |
| Real Sociedad             | 2–0 | 0–1 | 3–2 | 3–3 | 2–1 | 1–1 | 0–1 | 1–1 | 2–2 | 1–1 | 4–2 | 3–0 | 0–0 | 4–0 | 3–3 | —   | 2–1 | 4–2 | 4–1 | 2–0 |
| Sevilla F. C.             | 2–1 | 0–1 | 2–3 | 5–1 | 4–1 | 3–1 | 3–0 | 2–1 | 3–0 | 0–0 | 0–2 | 3–2 | 1–0 | 2–1 | 1–0 | 1–2 | —   | 4–3 | 1–2 | 4–0 |
| Valencia C. F.            | 3–2 | 2–0 | 1–1 | 3–0 | 2–1 | 3–3 | 2–1 | 4–2 | 1–0 | 2–2 | 5–1 | 2–0 | 4–0 | 0–1 | 0–5 | 2–5 | 2–0 | —   | 2–1 | 2–0 |
| Real Valladolid           | 2–2 | 0–3 | 1–3 | 0–1 | 0–2 | 1–0 | 1–1 | 2–1 | 1–0 | 2–0 | 1–1 | 3–1 | 1–3 | 6–1 | 2–3 | 2–2 | 1–1 | 1–1 | —   | 2–0 |
| Real Zaragoza             | 1–2 | 1–3 | 0–3 | 1–2 | 0–1 | 5–3 | 0–0 | 0–1 | 0–0 | 0–1 | 0–1 | 3–2 | 3–1 | 3–0 | 1–1 | 1–2 | 2–1 | 2–2 | 0–1 | —   |

## Estadísticas
A continuación, se detallan las listas con los máximos goleadores, los mayores asistentes y los mejores recuperadores de Primera División, de acuerdo con los datos oficiales de la Liga Nacional de Fútbol Profesional:

### Máximos goleadores
- Datos según la página oficial de la competición.

| Jugador               | Club                  | Goles | Partidos |
| --------------------- | --------------------- | ----- | -------- |
| Lionel Messi          | F. C. Barcelona       | 46    | 32       |
| Cristiano Ronaldo     | Real Madrid C. F.     | 34    | 34       |
| Radamel Falcao García | C. Atlético de Madrid | 28    | 34       |
| Álvaro Negredo        | Sevilla F. C.         | 25    | 36       |
| Roberto Soldado       | Valencia C. F.        | 24    | 35       |
| Piti                  | Rayo Vallecano        | 19    | 36       |
| Rubén Castro          | Real Betis            | 18    | 35       |
| Gonzalo Higuaín       | Real Madrid C. F.     | 17    | 29       |
| Hélder Postiga        | Real Zaragoza         | 15    | 38       |
| Jorge Molina          | Real Betis            | 14    | 33       |
| Carlos Vela           | Real Sociedad         | 14    | 35       |
| Aritz Aduriz          | Athletic Club         | 14    | 37       |

- Actualizado el 2 de junio de 2013.

### Máximos asistentes
- Datos según la página oficial de la competición.

| Jugador           | Club                  | Asist. | Partidos |
| ----------------- | --------------------- | ------ | -------- |
| Andrés Iniesta    | F. C. Barcelona       | 16     | 31       |
| Mesut Özil        | Real Madrid C. F.     | 13     | 32       |
| Lionel Messi      | F. C. Barcelona       | 12     | 32       |
| Karim Benzema     | Real Madrid C. F.     | 11     | 30       |
| Cesc Fàbregas     | F. C. Barcelona       | 11     | 32       |
| Koke              | C. Atlético de Madrid | 10     | 33       |
| Cristiano Ronaldo | Real Madrid C. F.     | 10     | 34       |
| Ivan Rakitić      | Sevilla F. C.         | 10     | 34       |
| Alexis Sánchez    | F. C. Barcelona       | 9      | 29       |
| Carlos Vela       | Real Sociedad         | 9      | 35       |
| Ibai Gómez        | Athletic Club         | 9      | 35       |

- Actualizado el 2 de junio de 2013.

### Clasificación Juego Limpio (Fair-Play)
| Pos. | Equipo              | Partidos | Tarjeta amarilla | Segunda tarjeta amarilla y expulsión · Segunda tarjeta amarilla y expulsión | Tarjeta roja directa | Partidos de suspensión (Jugador, solo si +3) | Partidos de suspensión (Cuerpo técnico o directiva) | Incidentes del público |   | Puntos |
| ---- | ------------------- | -------- | ---------------- | --------------------------------------------------------------------------- | -------------------- | -------------------------------------------- | --------------------------------------------------- | ---------------------- | - | ------ |
| 1    | Barcelona           | 33       | 51               | 2                                                                           | 0                    | 426                                          | 2                                                   | –                      | – | 69     |
| 2    | Valladolid          | 33       | 67               | 3                                                                           | 0                    | –                                            | 15                                                  | –                      | – | 78     |
| 3    | Real Sociedad       | 33       | 82               | 1                                                                           | 0                    | –                                            | 18                                                  | –                      | – | 89     |
| 4    | Málaga              | 33       | 80               | 2                                                                           | 1                    | –                                            | 19                                                  | –                      | – | 92     |
| 5    | Atlético Madrid     | 33       | 85               | 4                                                                           | 0                    | –                                            | –                                                   | –                      | – | 93     |
| 6    | Real Madrid         | 33       | 79               | 4                                                                           | 1                    | 42                                           | –                                                   | –                      | – | 94     |
| 7    | Mallorca            | 33       | 81               | 3                                                                           | 3                    | –                                            | 17                                                  | –                      | – | 101    |
| 8    | Granada             | 33       | 91               | 4                                                                           | 1                    | –                                            | –                                                   | –                      | – | 102    |
| 9    | Deportivo La Coruña | 33       | 79               | 6                                                                           | 2                    | –                                            | 24, 30                                              | –                      | – | 107    |
| 10   | Athletic Club       | 33       | 100              | 5                                                                           | 2                    | –                                            | –                                                   | –                      | – | 116    |
| 10   | Celta de Vigo       | 33       | 86               | 3                                                                           | 0                    | 428                                          | 25, 21                                              | 2 Leves3, 9            | – | 116    |
| 12   | Levante             | 33       | 98               | 4                                                                           | 1                    | –                                            | 27, 27                                              | –                      | – | 119    |
| 13   | Sevilla             | 33       | 85               | 6                                                                           | 5                    | –                                            | 16                                                  | 1 Leve6                | – | 122    |
| 14   | Osasuna             | 33       | 98               | 2                                                                           | 3                    | 42                                           | 216, 21                                             | 1 Leve10               | – | 130    |
| 15   | Betis               | 33       | 99               | 4                                                                           | 3                    | –                                            | 17                                                  | 2 Leves3, 17           | – | 131    |
| 16   | Getafe              | 33       | 93               | 3                                                                           | 5                    | 431                                          | 36, 15, 19                                          | –                      | – | 133    |
| 17   | Rayo Vallecano      | 33       | 114              | 2                                                                           | 2                    | –                                            | 29, 23                                              | 1 Leve11               | – | 139    |
| 18   | Valencia            | 33       | 113              | 4                                                                           | 3                    | –                                            | 210                                                 | –                      | – | 140    |
| 19   | Zaragoza            | 33       | 106              | 6                                                                           | 4                    | –                                            | 38, 9, 25                                           | –                      | – | 145    |
| 20   | RCD Espanyol        | 33       | 121              | 6                                                                           | 2                    | 412                                          | 34, 20                                              | –                      | – | 158    |

Fuentes: RFEF Clasificación del Premio Juego Limpio tras la jornada 18, Actas arbitrales Archivado el 23 de junio de 2011 en Wayback Machine., Resoluciones del Comité de Competición, , Noticias en Marca del CEDD, Directorio del web de la RFEF sobre clasificaciones del Juego Limpio y Código Disciplinario de la RFEF
Nota importante: Esta tabla no es un recuento de las tarjetas y sanciones de los partidos, se tienen en cuenta también aquellas que se han retirado o impuesto por los cuerpos competentes para ello (Comité de Competición, Comité de Apelación y Comité Español de Disciplina Deportiva (CEDD))

Leyenda
| Icono | Término                                             | Puntuación                                              | Descripción |
| --- | --------------------------------------------------- | ------------------------------------------------------- | --- |
| | Tarjeta amarilla                                    | 1 punto/tarjeta amarilla                                | |
| | Segunda tarjeta amarilla y expulsión                | 2 puntos/segunda tarjeta amarilla                       | Si un jugador ve la segunda amarilla, ésta cuenta 2 puntos |
| | Tarjeta roja                                        | 3 puntos/roja directa                                   | |
| También contabilizan amonestaciones post-partido y a no jugadores |                                                     |                                                         | |
| | Partidos de suspensión (Jugadores)                  | Tantos puntos como partidos de suspensión               | Cuando un jugador está castigado con no jugar los siguientes x partidos, solo contabiliza cuando la pena es mayor a 3 partidos                                               |
| | Partidos de suspensión (Cuerpo técnico o directiva) | 5 puntos/partido de suspensión                          | Cuando alguien del club (normalmente cuerpo técnico) está castigado con no asistir los siguientes x partidos. Si previamente fue amonestado no cuentan dichas amonestaciones |
| | Incidentes del público                              | 5 puntos (leve), 6 puntos (grave), 7 puntos (muy grave) | Cuando el público realiza algún altercado como explosiones, bengalas, lanzamiento de objetos al campo, cánticos racistas... etc.                                             |
| | Cierre del estadio                                  | 10 puntos/partido con el estadio clausurado             | Cuando los incidentes en el estadio fueron tan graves que se castigó con el cierre del estadio                                                                               |
| El número en superíndice es la jornada correspondiente a la sanción. Si hubo sanciones a diferentes personas en una misma jornada, el número es repetido tantas veces como personas diferentes se les impuso una sanción |                                                     |                                                         | |

### Anotaciones

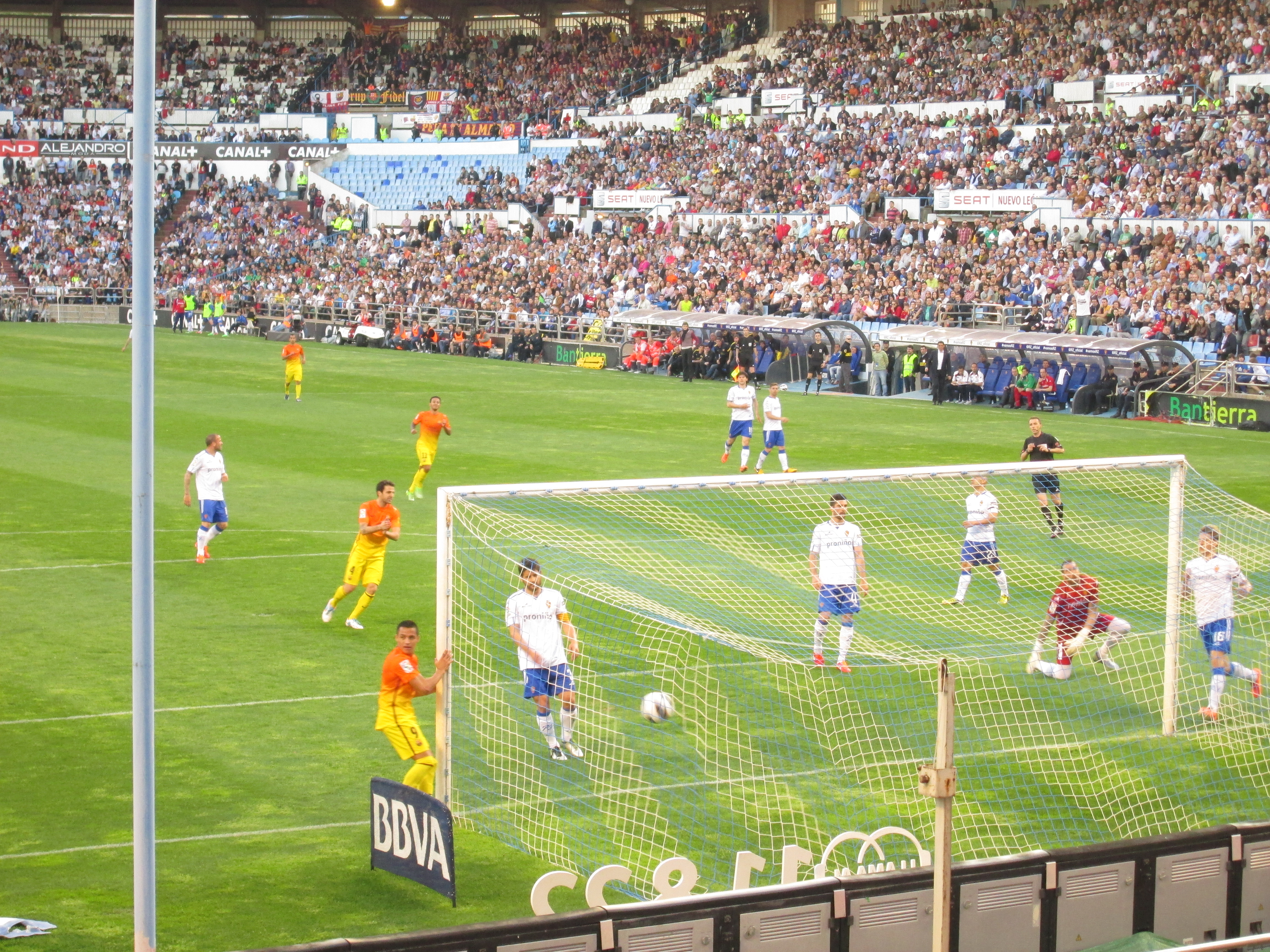
Tello marcando el tercer gol culé contra el Real Zaragoza en La Romareda. 14.04.2013. Jornada 31.

- Primer gol de la temporada: Fabrice Olinga por el Málaga vs. el Celta de Vigo (18 de agosto de 2012)
- Gol más rápido de la temporada: 12 segundos, Rubén Castro por el Real Betis vs. Zaragoza (26 de mayo de 2013)
- Gol más tardío de la temporada: 94 minutos y 3 segundos, Roberto Trashorras por el Rayo Vallecano vs. Granada (20 de agosto de 2012)
- Jugador con más tripletes: Cristiano Ronaldo, con 3.
- Jugador con más goles en un partido: Radamel Falcao, con 5.
- Mayor diferencia de goles en un partido: 6 goles

- Atlético Madrid 6–0 Deportivo La Coruña (9 de diciembre de 2012)

- Partido con más goles: 9 goles.

- Deportivo La Coruña 4–5 Barcelona (20 de octubre de 2012)

- Mayor cantidad de goles por un equipo ganando: 6 goles.

- Valladolid 6–1 Rayo Vallecano (30 de septiembre de 2012)
- Atlético Madrid 6–0 Deportivo La Coruña (9 de diciembre de 2012)
- Barcelona 6–1 Getafe (10 de febrero de 2013)
- Real Madrid 6-2 Málaga (8 de mayo de 2013)

- Mayor cantidad de goles por un equipo derrotado: 4 goles.

- Deportivo La Coruña 4–5 Barcelona (20 de octubre de 2012)

- Marcador mas repetido: 1 - 0 (45 veces)

### Tripletes o más
| Jugador           | Equipo          | Adversario          | Resultado | Cantidad | Fecha                    |
| ----------------- | --------------- | ------------------- | --------- | -------- | ------------------------ |
| Radamel Falcao    | Atlético Madrid | Athletic Bilbao     | 4–0       | 3        | 27 de agosto de 2012     |
| Cristiano Ronaldo | Real Madrid     | Deportivo La Coruña | 5–1       | 3        | 30 de septiembre de 2012 |
| Lionel Messi      | Barcelona       | Deportivo La Coruña | 5–4       | 3        | 20 de octubre de 2012    |
| Radamel Falcao    | Atlético Madrid | Deportivo La Coruña | 6–0       | 5        | 9 de diciembre de 2012   |
| Xabi Prieto       | Real Sociedad   | Real Madrid         | 3–4       | 3        | 6 de enero de 2013       |
| Cristiano Ronaldo | Real Madrid     | Getafe              | 4–0       | 3        | 27 de enero de 2013      |
| Lionel Messi      | Barcelona       | Osasuna             | 5–1       | 4        | 27 de enero de 2013      |
| Cristiano Ronaldo | Real Madrid     | Sevilla             | 4–1       | 3        | 9 de febrero de 2013     |
| Álvaro Negredo    | Sevilla         | Celta de Vigo       | 4–1       | 3        | 4 de marzo de 2013       |
| Cesc Fàbregas     | Barcelona       | Mallorca            | 5–0       | 3        | 6 de abril de 2013       |
| Álvaro Negredo    | Sevilla         | Valencia            | 4–3       | 4        | 1 de junio de 2013       |

### Portería imbatida
- Más partidos imbatidos: 18

- Atlético Madrid

- Menos partidos imbatidos 3

- Mallorca

### Disciplina
- Más tarjetas amarillas (club): 125

- RCD Espanyol

- Más tarjetas amarillas (jugador): 17

-  Víctor Sánchez (RCD Espanyol)

- Más tarjetas rojas (club): 12

- Sevilla

- Más tarjetas rojas (jugador): 4

-  Alejandro Arribas (Osasuna)

## Premios

### Trofeo Pichichi
El Trofeo Pichichi es el premio otorgado anualmente por el diario deportivo Marca al máximo goleador de la Primera División de España. Cabe señalar que los goles de este trofeo no se contabilizan según las actas arbitrales, sino según el criterio del diario Marca, por lo que pueden no coincidir con la cifra de goles contabilizada por la LFP. Lionel Messi se adjudicó el galardón por segunda temporada consecutiva y tercera en total.
| Pos. | Jugador                  | Equipo          | Goles | P. J. |
| ---- | ------------------------ | --------------- | ----- | ----- |
| 1.°  | Lionel Messi             | Barcelona       | 45    | 32    |
| 2.°  | Cristiano Ronaldo        | Real Madrid     | 34    | 34    |
| 3.º  | Radamel Falcao           | Atlético Madrid | 28    | 33    |
| 4.º  | Álvaro Negredo           | Sevilla         | 25    | 33    |
| 5.º  | Roberto Soldado          | Valencia        | 24    | 32    |
| 6.º  | Piti                     | Rayo            | 18    | 33    |
| 7.º  | Rubén Castro             | Betis           | 16    | 30    |
| 8.º  | Carlos Vela              | Real Sociedad   | 14    | 32    |
| 8.º  | Gonzalo Higuaín          | Real Madrid     | 14    | 24    |
| 9.º  | Riki                     | Deportivo       | 13    | 32    |
| 9.º  | Aritz Aduriz             | Athletic        | 13    | 32    |
| 9.º  | Jonas Gonçalves Oliveira | Valencia        | 13    | 32    |

Fuente: Marca.com

### Trofeo Zarra
El Trofeo Zarra es un premio otorgado por el diario deportivo Marca al máximo goleador español de la temporada. Al igual que el Trofeo Pichichi, no tiene en cuenta las actas arbitrales, sino las apreciaciones propias del diario Marca. Álvaro Negredo, con cuatro goles en la última jornada, obtuvo su segundo Zarra, por delante de Roberto Soldado.
| Pos. | Jugador         | Equipo                | Goles |
| ---- | --------------- | --------------------- | ----- |
| 1.º  | Álvaro Negredo  | Sevilla               | 25    |
| 2.º  | Roberto Soldado | Valencia              | 24    |
| 3.º  | Rubén Castro    | Betis                 | 18    |
| 4.º  | Aritz Aduriz    | Athletic              | 14    |
| 4.º  | Agirretxe       | Real Sociedad         | 14    |
| 6.º  | Riki            | Deportivo             | 12    |
| 6.º  | Óscar           | Valladolid            | 12    |
| 6.º  | Piti            | Rayo                  | 12    |
| 6.º  | Jorge Molina    | Betis                 | 12    |
| 6.º  | Iago Aspas      | Celta                 | 12    |
| 11.º | Cesc Fàbregas   | Fútbol Club Barcelona | 10    |
| 11.º | David Villa     | Fútbol Club Barcelona | 10    |

Fuente: Marca.com

### Trofeo Zamora
El Trofeo Zamora es el galardón otorgado desde el año 1959 por el diario deportivo Marca al portero de fútbol menos goleado de la Primera División. Para optar al título hay que participar, como mínimo, en 28 partidos de liga y jugar al menos 60 minutos en cada uno de ellos. Thibaut Courtois se hizo con su primer galardón en su segundo año en el Atlético, siendo el sexto Zamora del conjunto rojiblanco, el primer belga y el más joven que lo consigue.
| Pos. | Jugador          | Equipo        | Goles enc. | Partidos | Cociente |
| ---- | ---------------- | ------------- | ---------- | -------- | -------- |
| 1.º  | Thibaut Courtois | Atlético      | 28         | 36       | 0.78     |
| 2.º  | Víctor Valdés    | Barcelona     | 33         | 31       | 1.06     |
| 3.º  | Andrés Fernández | Osasuna       | 46         | 37       | 1.24     |
| 3.º  | Willy Caballero  | Málaga        | 42         | 34       | 1.24     |
| 5.º  | Claudio Bravo    | Real Sociedad | 40         | 31       | 1.29     |

Fuente: Marca.com

## Fichajes

### Fichajes más caros del Mercado de Verano
| Rank.  | Jugador        | Club de destino | Club de origen    | Precio (euros) |
| ------ | -------------- | --------------- | ----------------- | -------------- |
| 1º     | Luka Modrić    | Real Madrid     | Tottenham Hotspur | 30.000.000 €   |
| 2º     | Alex Song      | F. C. Barcelona | Arsenal           | 19.000.000 €   |
| 3º     | Jordi Alba     | F. C. Barcelona | Valencia          | 14.000.000 €   |
| 4º     | Sergio Canales | Valencia        | Real Madrid       | 7.500.000 €    |
| 5º     | Aly Cissokho   | Valencia        | Olympique de Lyon | 6.000.000 €    |
| Fuente |                |                 |                   |                |

### Fichajes más caros del Mercado de Invierno
| Rank.  | Jugador             | Club de destino    | Club de origen | Precio (euros) |
| ------ | ------------------- | ------------------ | -------------- | -------------- |
| 1º     | Diego López         | Real Madrid        | Sevilla FC     | 3.500.000 €    |
| 1º     | Emiliano Insúa      | Atlético de Madrid | Sporting CP    | 3.500.000 €    |
| 3º     | Diego Buonanotte    | Granada CF         | Málaga CF      | 2.300.000 €    |
| 4º     | Miroslav Stevanović | Sevilla FC         | FK Vojvodina   | 1.000.000 €    |
| 5º     | Carlos Aranda       | Granada CF         | Real Zaragoza  | 500.000 €      |
| Fuente |                     |                    |                |                |